# Közép-Nyugat

A Népszámlálási Hivatal által definiált Közép-Nyugat

A Közép-Nyugat a Népszámlálási Hivatal által létrehozott négy földrajzi régió egyike az Amerikai Egyesült Államokban.
A régió 12 államot foglal magában az Egyesült Államok északi területeinek középső és keleti részén. Ezek Dél-Dakota, Észak-Dakota, Illinois, Indiana, Iowa, Kansas, Michigan, Minnesota, Missouri, Nebraska, Ohio és Wisconsin. A 2010. évi népszámlálás adatai szerint a lakossága 66 927 001 fő. Az országnak mind népességi súlypontja, mind a kontinentális területeinek földrajzi központja ebben a régióban található. Az előbbi Missouriban, az utóbbi Kansasben.
Chicago a régió legnagyobb városa, utána pedig Indianapolis, Columbus, Detroit és Milwaukee következik. Chicago és agglomerációja a legnagyobb nagyvárosi statisztikai terület, amit a Detroiti nagyvárosi terület (vagy Metro Detroit), az ikervárosok, Nagy-Cleveland, Nagy-St. Louis (vagy Metro St. Louis) és a Kansas City-i nagyvárosi terület követ. Sault Ste. Marie a régió legrégebbi városa, amit francia felfedezők és misszionáriusok alapítottak 1668-ban.
A Közép-Nyugat megnevezést az 1880-as évek óta használják, hogy elkülönítsék a területet az Egyesült Államok központi területeitől. A 19. század óta különböző kifejezések terjedtek el. Ilyen például a (eredeti angol "Midwest"-től eltérő) "Middle West", vagy a "heartland". (Szó szerint valamilyen terület szíve, központi területe.) A hasonló régiómegnevezések (mint pl. "Északnyugat", vagy "Régi Északnyugat" és "Középső-Amerika") már kivesztek. A régió négy legnyugatabbi állama (a két Dakota, Kansas és Nebraska) a 19. században még a Régi Nyugat néven emlegetett terület szerves része volt.
A Middletown című könyv 1929-es megjelenése óta a szociológusok a közép-nyugati városokat (és úgy általában a Közép-Nyugatot) az amerikai nemzet "tipikus" megnyilvánulási területének tartják, habár a partmenti városok manapság már sokkal inkább jelennek meg a médiában az amerikai kultúra hordozóiként. Ez a régió magasabb foglalkoztatási arányszámmal (a foglalkoztatottak százalékos aránya a 16 éven fölüli lakosságban) rendelkezik, mint az északkelet, a nyugat és a dél, vagy a Sun Belt államai, ami talán a régió relatíve kisebb népességének tudható be.
Később a Népszámlálási Hivatal két régióra bontotta a Közép-Nyugatot, az Északkeleti központi államokra, más néven a "Nagy-tavak államaira" (Michigan, Ohio, Indiana, Illinois, Wisconsin és Minnesota) és az Északnyugati központi államokra, vagy "préri államokra" (Iowa, Missouri, Észak-Dakota, Dél-Dakota, Nebraska és Kansas).

## Definíció

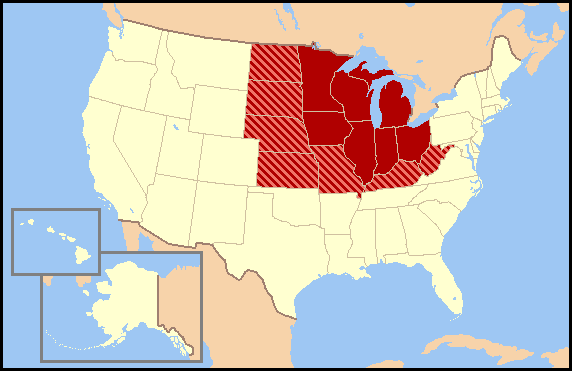
Modern Definíció: A vörössel jelölt államok minden definíció szerint a Közép-Nyugat részét képezik, míg a sávozott államokat csak egyes esetekben sorolják a régióhoz.

A Közép-Nyugat hagyományos meghatározását az Északnyugati Rendelet az "Északnyugati Terület" és számos a louisianai szerzeménnyel az Egyesült Államokhoz került államban jelölte ki. Az Északnyugati Területeket ismerik "A Nagy-tavak államai" néven is. A louisianai szerzemény államai pedig megjelennek "préri államokként" is.
A Népszámlálási Hivatal által használt Északi Központi Régió név a következőket takarja:
- Dél-Dakota: A louisianai szerzemény és a préri államok része.
- Észak-Dakota: A louisianai szerzemény, a préri államok és 1818 előtt a Red River Kolónia része.
- Illinois: Az Északnyugati Terület és a Nagy-tavak államainak része az Ohio-folyónál.
- Indiana: Az Északnyugati Terület és a Nagy-tavak államainak része az Ohio-folyónál.
- Iowa: A louisianai szerzemény része.
- Kansas: A louisianai szerzemény és a préri államok része.
- Michigan: Az Északnyugati Terület és a Nagy-tavak államainak része.
- Minnesota: Az Északnyugati Terület, a louisianai szerzemény és a Nagy-tavak államainak része, a Red Rivar Kolónia része 1818-ig.
- Missouri: A louisianai szerzemény és az ún. "határ államok" része.
- Nebraska: A louisianai szerzemény és a préri államok része.
- Ohio: Az Északnyugati Terület (a történelmi Connecticuti Nyugati Területek) és a préri államok része az Ohio-folyónál. A délkeleti része Appalachiához tartozik.
- Wisconsin: Az Északnyugati Terület és a préri államok része.

## Földrajz

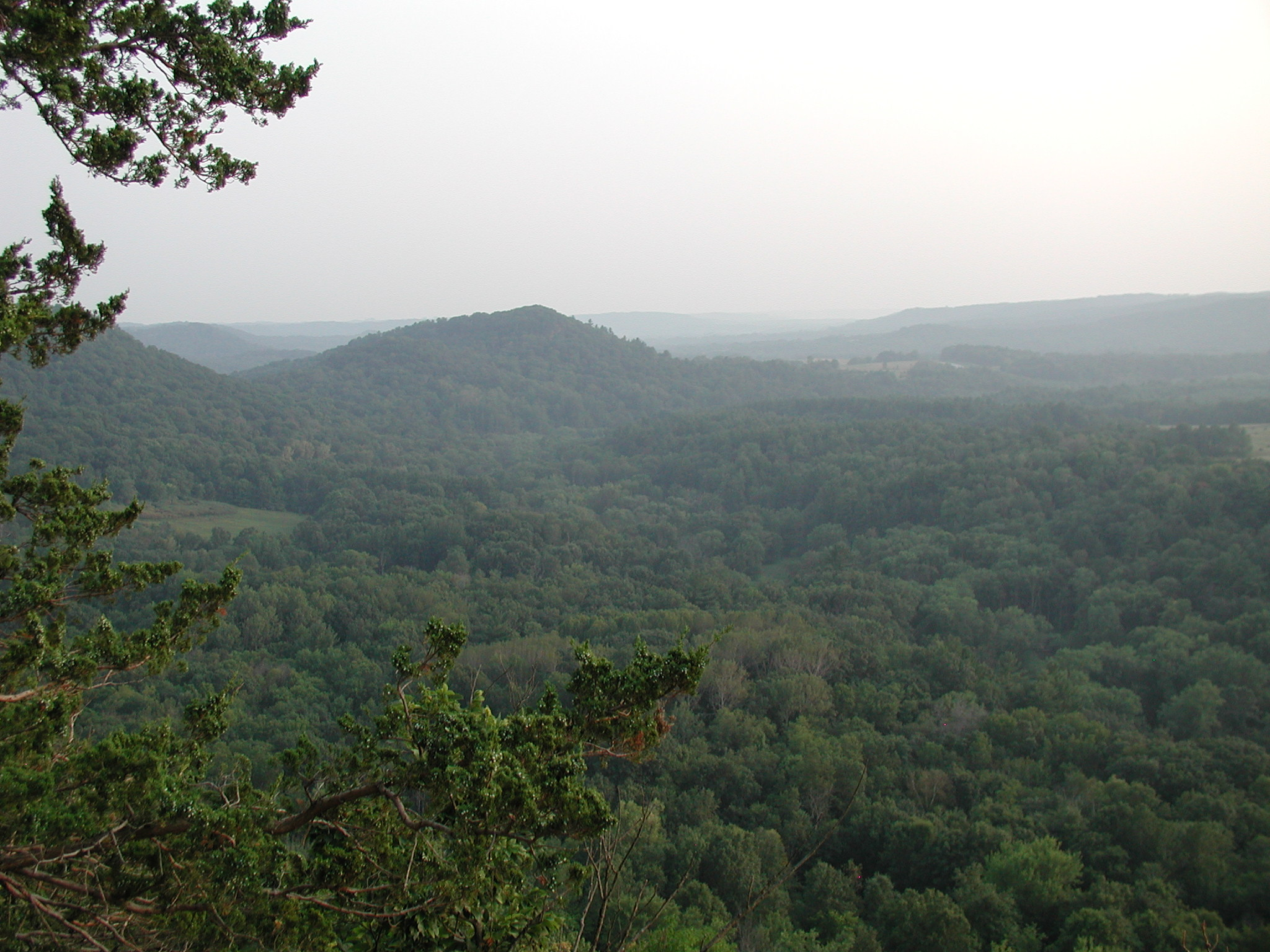
A Wildcat Nemzeti Park jellemző tájképe a wisconsini Vernon megyében

Az Egyesült Államok központi területeit a hatalmas kiterjedésű, Kanada területére is átnyúló, alacsony fekvésű Központi-síkság alkotja. Keleti kétharmada a Központi Mélyföld része. A felszín nyugat felé haladva fokozatosan emelkedik, Kelet-Kansasben belesimulva az ún. Nagy-síkságba. A területek nagy részét errefelé farmgazdaságok művelik.
Annak ellenére, hogy ezek az államok jórészt síkságon terülnek el, magukba foglalnak lankás, alacsony hegyvidéki területeket is. Például a régió keleti részén, nem messze az Appalache-hegység lábaitól, a Nagy-tavak medencéjében fekszik az Ozark-hegység Dél-Missouriban. De ilyen Dél-Indiana, Dél-Illinois egyenetlen felszíne, akárcsak a Driftless-terület Északnyugat-Illinois-ban, Délnyugat-Wisconsinban, Délkelet-Minnesotában és Északkelet-Iowában.
Nyugat felé haladva az Appalache-plató lankás dombvidéknek adja át a helyét, majd (Közép-Ohio területén) farmergazdálkodásra alkalmas területekkel és nagyvárosi régiókkal tarkított síksággá válik. Ez Észak-Amerika központi síkságának keleti széle. A Mississippitől nyugatra fekvő államok nagy részét préri borítja, kivéve Észak-Minnesota tajga-területeit. Illinois az ún. "préri-félszigettel" nyúlik be a régióba, ami a préri-területek egy kiszögellése, keletről, nyugatról és délről lombhullató erdőségekkel határolva.

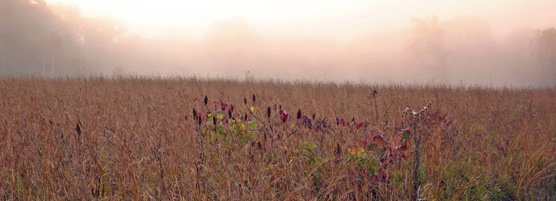
Préri az Effigy Mounds Nemzeti Parkban, Iowa területén

A geográfusok a Központi-síkságot ketté osztják a Központi Mélyföldre és a Nagy-síkságra. A Mélyföld 1500, míg a Nagy-síkság 5000 láb tengerszint feletti magasságban kezdődik. Így a Mélyföld Minnesota, Iowa, Michigan, Ohio, Indiana, Tennessee és Kentucky államok területén fekszik. Missourinak és Arkansasnak is vannak területei a Mélyföldön, de az Ozark-hegység magasabbra is nyúlik. Kelet-Ohio területei is hasonló topográfiai tulajdonságokkal rendelkezik.
A Központi-síkság nagyrészt egybeesik a Mississippi, illetve a Missouri és az Ohio folyók vízgyűjtő területével. Ezek a folyók már tízmillió éve erodálják a paleozoikumi, mezozoikumi és kainozoikumi üledékes kőzeteket. A Mississippi mai völgye a pleisztocén idején alakult ki.
A csapadék mennyisége keletről nyugat felé haladva csökken, különböző régiókat alakítva ki a prérin, kezdve a nedvesebb hosszú füvű préritől, a vegyes füvű prérin keresztül a Sziklás-hegység lábainál elterülő csapadékmentes területek rövid füvű prériijig. Ez a három préritípus nagyrészt kukorica-szójabab vegyes gazdálkodásnak biztosít területet, de itt található az ún. búza-öv is.
Az északi területek keménylombú erdőit a 19. század végén teljesen kivágták, napjainkban azonban kezdik visszafoglalni a területet. Ohio és Michigan erdőségei fejlődés alatt állnak. Az agrár múlt ellenére azonban a Közép-Nyugat ma főként városias terület.

## Történelem előtti idők
Antropológiai és régészeti kutatások szerint az amerikai indiánok nagyjából 12 000 éve érkeztek Észak-Amerika területére a Bering-földhídon keresztül. A korai indián koponyák vizsgálata alapján ezek a bevándorlók a mai Japán területén élő ainukkal, a belső-ázsiai, ausztráliai, délkelet-ázsiai és indiai népekkel állhattak rokonságban.
Az európaiak érkezése előtt ezek az emberek népesítették be Amerika nagy kiterjedésű vidékeit nagyjából 1 és 18 millió közötti népességükkel. Rengeteg törzsbe tömörültek, amelyek különböző közösségeket és kultúrákat alkottak. A Közép-Nyugaton az indiánok története három nagy periódusra osztható az európaiak 17. századi érkezése előtt.
Az első az úgynevezett paleoindiánok kultúrája volt. Ők népesítették be a mai Egyesült Államok és Kanada területét a Központi-síkságon és a Nagy-tavak vidékén nagyjából i. e. 12000 és i. e. 8000 között. Akkor vándorolhattak be Észak-Amerikába, amikor az (amerikai terminológiával) wisconsini eljegesedésnek nevezett periódus végeztével a jégtakaró elkezdett olvadni a jégkorszak során.
Ezt az ún. archaikus periódus követte i. e. 8000-től i. e. 1000-ig, majd a Woodland-kultúra i. e. 1000-től 100-ig és a Mississippi-kultúra 900-tól 1600-ig. A régészeti kutatások arra engednek következtetni, hogy a Mississippi-kultúra szülőterülete a mai Saint Louis környékén lehetett Missouriban, ahonnan északkelet felé terjedt ki a Mississippi és Indiana folyók mentén a Kankakee-vízrendszerig, ahol belépett a mai Indiana állam területére. Indianában a Wabash, Tippecanoe és a White-folyók mentén terjedt el.

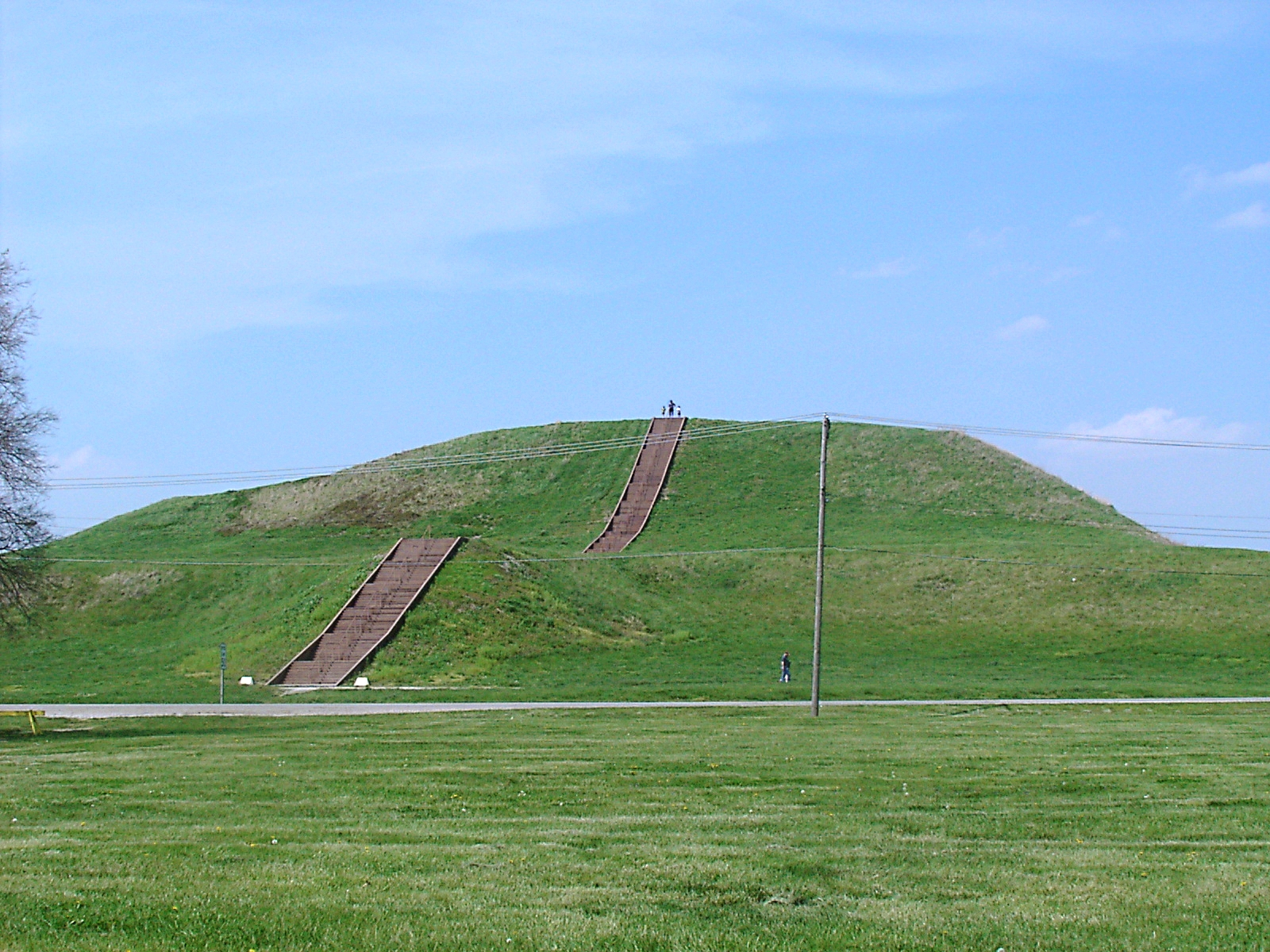
A Monks-halmok, az UNESCO Világörökségébe tartozó Cahokia-halmok területén az ilinoisi Collinsville közelében. Ez a legnagyobb szabású földmunkálatokkal elkészített építmény a prekolumbián Észak-Amerikában.

A Mississippi-kultúrát a halomépítők kultúrájaként szokás aposztrofálni. Az általuk épített, általában temetkezési, vagy ünnepi célokra használt halmok többnyire csonka piramis, vagy lekerekített kúp formát öltöttek, néha hosszúkás gerincekkel. A tetejükre általában házakat, vagy templomokat építettek. Ezek a halmok megtalálhatók a Közép-Nyugattól a atlanti partvidékig, de csak ebben a régióban építettek emlősöket, madarakat és hüllőket formázó halmokat.
A legismertebbeket az Effigy-halmok Nemzeti Emlékpark területén találták északkelet Iowában. Ez a legnagyobb halomegyüttes az Egyesült Államokban. A 206 halom 10,22 km²-en terül el. A Woodland-időszakban, i. e. 500-tól az európaiak érkezéséig, építettek az indiánok halmokat, azonban ezekből sok megsemmisült, amikor az európai farmerek felszántották a vidéket.
Ezek a halmok olyan komplex városi környezet részeként épültek, amelyek rendkívül nagy népességet vonzottak egy helyre. Itt található a legnagyobb, mintegy 30 méter magas halom Mexikótól északra. Ez az úgynevezett Monks-halom a Cahokia-halmok területén az ilinoisi Collinsville közelében.
A halomépítők kultúrája sok különböző törzsi csoportot és törzsszövetséget tömörített, több egyesi kultúrát és hiedelemvilágot egyesítve évezredeken keresztül. Legjellemzőbb közös vonásuk a halom-építészet volt. Ez a gyakorlat, ami vélhetőleg csillagászati célokat szolgált, a kultúráik közös eredetére utalhat.
A halomépítő törzsek a Közép-Nyugaton többnyire földművesek voltak, akik a bővizű folyók termékeny mellékén telepedtek meg. Fejlett mezőgazdaságuk a kukorica, a bab és a tök termelésén alapult. Ebből is kiemelkedett a kukorica termesztése. Bogyók és magok széles skáláját gyűjtötték be az erdőkből, miközben halásztak és vadásztak. Ezzel az intenzív mezőgazdasági termeléssel a halomépítők kultúrája relatíve nagy népességet tudott eltartani.

## Történelem

### A gyarmatosítás előtti kor

#### A Nagy-tavak környéki indiánok
A Nagy-tavak vidéke – New York államtól Minnesotáig – jelentős szerepet játszott az észak-amerikai indián kultúrák fejlődésében. A tavak partjai mentén számos törzs élt, köztük a  huronok, az otava, a chippewas vagy ojibwe indiánok, a potawatomik, a winnebagok (vagy Ho-chunkok), a menomineek, a saukok, a neutralok, a meskwaki és a miami indiánok. A legnagyobb létszámmal a huronok és az ojibwe indiánok képviseltették magukat. A folyamatos háborúk következtében azonban számos törzs arra kényszerült, hogy elhagyja korábbi lakhelyét.
Az utolsó öt évszázadban a régiót uraló népek többsége az algonkin nyelvcsaládba tartozott. Néhány szintén algonkin nyelvet beszélő törzs, mint például a Stockbridge-munsee Közösség és a brothertown indiánok, a 19. században költöztek a térségbe a keleti partvidékről. Az irokéz nyelvet beszélő oneida indiánok és a wisconsini ho-chunkok azon kevés törzs közé tartoztak, akik a sziú nyelvcsalád valamelyik nyelvét beszélték. Azonban az ebben a régióban élő törzseknek nem létezett írott nyelvük.

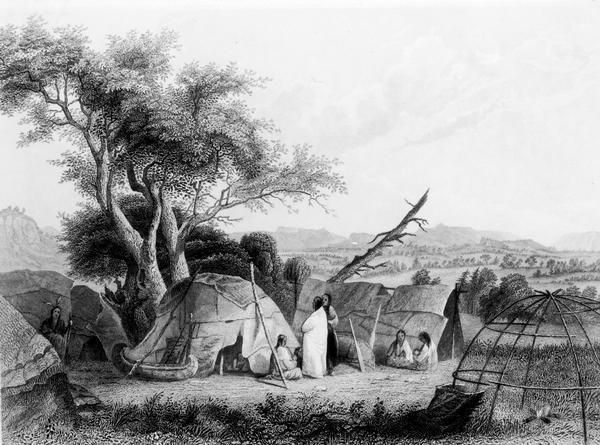
Ho-chunk család (1852)

A 16. században az indiánok kőből, fából és csontból készült szerszámokat használtak a vadászathoz és a földműveléshez, valamint kenukat készítettek a halászathoz. Többségük ovális, vagy kúp alakú wigwamban élt, amit könnyen lehetett mozgatni. A különböző törzsek eltérő életmódot folytattak. Az ojibwe indiánok elsősorban vadászok és halászok voltak, míg más törzsek, például a saukok, a meskwakik és a miamik, akik a Nagy-tavak vidékének déli és délnyugati partjainál vándoroltak, egyszerre folytattak vadászó-halászó és földművelő életmódot. Emiatt inkább a nyilt préri felé gravitáltak, ahol a bölények nagy csordáira vadászhattak. Az északi erdőségekben az otava és a potawatomi indiánok kis családi közösségekbe tömörülve vadásztak. A winnebago és a menominee indiánok különböző vadászati módszereket használtak és kiterjedt kereskedelmi hálózatot tartottak fenn a Sziklás-hegységtől és a Nagy-tavaktól a Mexikói-öbölig és az Atlanti-óceánig. A huronok az anyai vérvonalat tartották számon, míg a többi törzs egyértelműen patriarchális társadalomban élt. Minden törzs törzsi vezetők, vagy azok komplex hálózatának uralma alatt állt. Például a huronok matriarchális klánokba tömörültek és mindegyik klánt egy főnök képviselte a tanácsban.
Az egyes törzsek hitvilága is különböző volt. A huronok egy Yoscaha nevű természetfeletti lényben hittek, aki az égben lakik és ő teremtette a világot és a huronokat. Úgy hitték, hogy haláluk után lelkük egy égi városba költözik. Az ojibwe indiánok mélyen vallásos nép voltak, akik a Nagy Szellemet tisztelték. Minden szezonális aktivitásuk a Nagy Szellem imádatáról szólt. A vallást magánjellegű dolognak tartották. Minden egyénnek személyes kapcsolatot kellett kiépítenie a saját védőszellemével, aki vele volt élete minden pillanatában. Az otava és a potawatomi indiánok is ehhez hasonló hitvilággal rendelkeztek.

#### A Nagy-síkság indiánjai

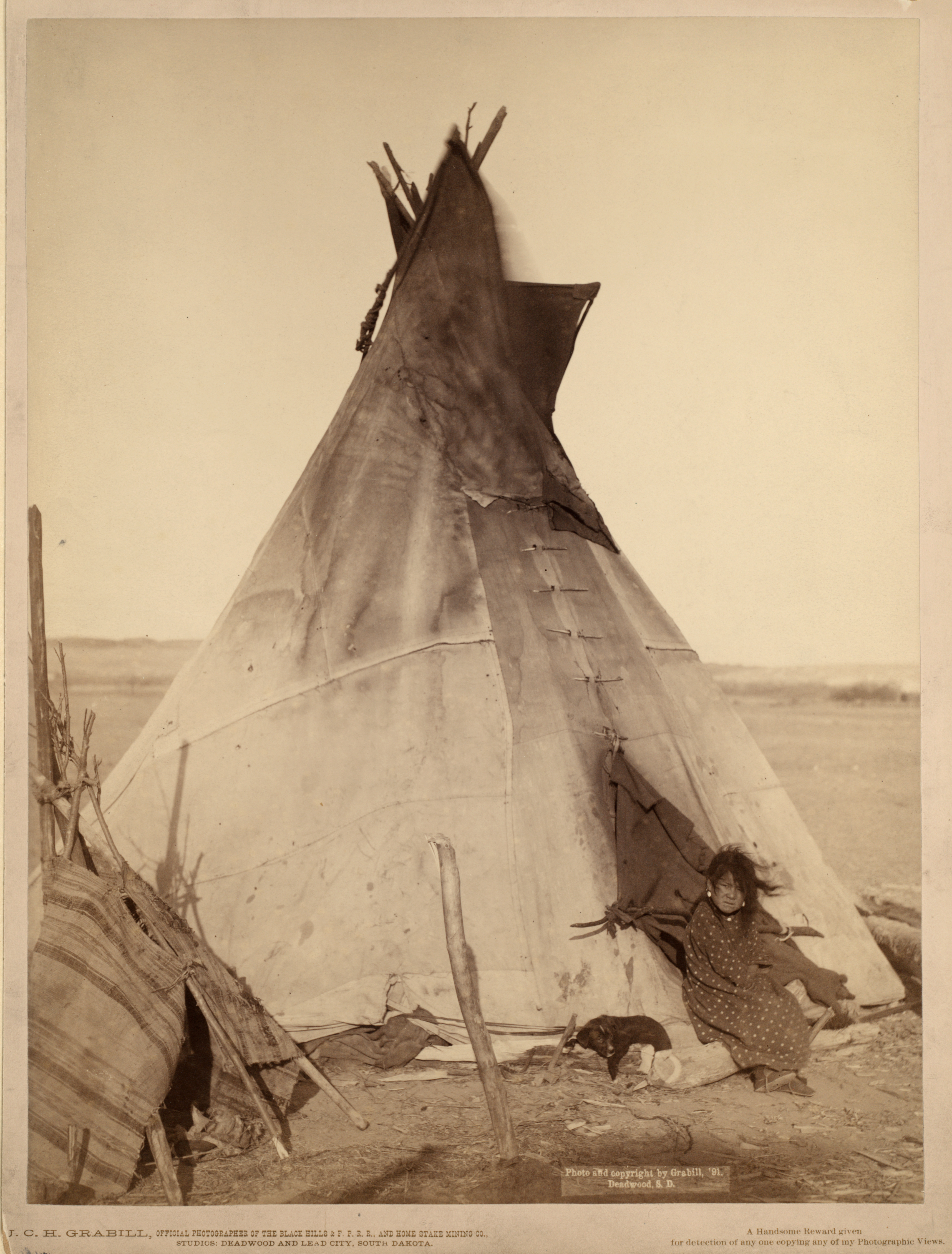
Fiatal Oglala Lakota lány a tipi előtt a kutyájával, valószínűleg a Pine Ridge Indián Rezervátumban, vagy annak közelében, Dél-Dakotában

Ezek az indiánok uralták Észak-Amerika belső síksági és dimbes-dombos vidékét. Változatos lovas kultúrájuk és a gyarmatosítókkal szembeni ellenállásuk az indián irodalom archetipikus elemévé tette őket.
A Nagy-síkság indiánjait általában két csoportba sorolják, amelyek azonban bizonyos mértékig átfedik egymást. Az egyik csoport teljes mértékben nomád életet élt és a bölénycsordákat követte. Néhány törzsük időnként mezőgazdasággal is foglalkozott és kukoricát, valamint dohányt termelt. Ide sorolhatók a feketelábú indiánok, az arapahok, az assiniboine indiánok, a cheyenne-ek, a comanche-ok, a varjú indiánok, a gros ventrék, a kiowák, a lakoták, a lipan és a síksági, vagy kiowa apacsok, a síksági cree indiánok, a siksági ojibwe-k, a sarsik, a shoshone-k, a stoney-k és a tonkawák.
A síksági indiánok (vagy másként préri indiánok) másik csoportja a félig letelepedett törzsek voltak, akik a bölényvadászat mellett falvakban éltek és kukoricát termeltek. Ide tartoztak az arikarák, a hidatsák, az iowa indiánok, a kaw vagy kansa indiánok, a kitsaik, a mandanok, a missouriák, a Nez Perce indiánok, az Omaha indiánok, az osage indiánok, az otoe indiánok, a pawnee indiánok, a Poncák, a quapawak, a Santee indiánok, a wichita indiánok és a sziúk.
A nomád törzsek fő élelemforrása a bivalyhús volt, ami miatt a "bölény kultúra" tagjainak is nevezték őket. Emellett azonban más állatokra is vadásztak, mint például jávorszarvasra és antilopra. A bölény volt az első számú élelemforrás és ennek az állatnak a bőréből és csontjaiból készítettek csészéket, dekorációs tárgyakat, szerszámokat, késeket és ruhákat. (Lásd még: Bölényvadászat.)
Ezek a törzsek a bölények évszakos vándorlását követték. Tipikban éltek, amelyek könnyen felállíthatók és lebonthatók, így alkalmasak a hosszú utak megtétele közben való alkalmazásra. Amikor megjelentek a színen a spanyolok lovai, ezek az indiánok gyorsan átvették ezeket az állatokat a vadászat megkönnyítésére. A 18. század elejére egyes törzsek már teljes mértékben átvették a lovas kultúrát. A puska térségbeli megjelenése előtt lándzsával és íjjal, valamint az ütőfegyverek széles skálájával vadásztak. A lovak megjelenése azonban sokkal egyszerűbbé tette a vadászatot (és a hadviselést).
A sziúk és a dakoták a legnagyobb törzsek közé tartoztak, akik hatalmas területeket tartottak ellenőrzésük alatt a Közép-Nyugati régióban. A nagy sziú nép területe kiterjedt a mai déli és közép-nyugati államok némelyikére is északon Minnesotáig, nyugaton pedig a Sziklás-hegységig. Ebbe beletartoztak a leggazdagabb bölényvadász területek, valamit olyan régiók is, ahonnan rengeteg szőrmét szerezhettek be, ami a franciák és az amerikaiak fontos kereskedelmi partnereivé tette őket, aminek köszönhetően különböző javakhoz és lőfegyverekhez juthattak. Ezzel azonban a sziúk a legerősebb síkvidéki indiánokká válva az amerikai expanzió jelentős gátját képezték.
A nagy sziú nép három részre tagolódott a különböző nyelvjárások és szubkultúrák alapján:
- Isáŋyathik vagy Isáŋathik (A szó jelentése "kés" és egy a mai Minnesota területén fekvő tó nevéről kapták). A két Dakota, Minnesota és Iowa északi területeinek legkeletebbi részén éltek és gyakran nevezték őket santee-knak, vagy keleti-dakotáknak is.
- Iháŋktȟuŋwaŋ-k és Iháŋktȟuŋwaŋna-k (A szó jelentése "falu a végeken"). A Minnesota-folyó térségében éltek. Őket tartották a sziúk középső ágának és a yankton és yanktonai, valamint a wičhíyena névvel is illették őket, valamit rájuk alkalmazták a nyugati-dakota nevet is. (Valamint tévesen "nakotának" is tartották őket.)
- Thítȟuŋwaŋ-k vagy tetonok (A név eredete tisztázatlan. Jelentése talán "a préri lakói". A név a helyiek archaikus nyelvéből származik, akik viszont szívesebben nevezték magukat Lakȟóta néven.[17]): Ők voltak a nyugati sziúk, akik vadászó és harcos kultúrájukról váltak ismertté és gyakran lakota néven emlegetik őket.

A síkvidéki indiánoknak nem volt egységes vallása. Azonban elterjedt volt az animizmus. Úgy gondolták, hogy a világon mindent a szellemek mozgatnak. A hitviláguk középpontjában egyetlen isten állt, akit a sziúk Wakan Tanka ("Nagy Szellem") néven neveztek. A Nagy Szellem hatalommal rendelkezett minden felett, ami valaha is létezett. A síksági indiánok úgy hitték, ha áldoznak neki, az erősebbé teszi őket. A Földanyát minden szellem szülőanyjának tartották. A szellemek tisztelete mindennapos rituálé volt. Néha egyedül imádkoztak, máskor viszont összegyűltek vallásos ceremóniáikra. Utóbbiak legfontosabbika az úgynevezett naptánc volt, aminek során a résztvevők négy napig táncoltak egy szent tárgy körül, egyesek pedig öncsonkítást hajtottak végre, miközben tekintetüket a Napra emelték. Úgy hitték, ez az áldozat arra készteti a hatalmas szellemeket, hogy megvédjék őket.
Ma a sziúk rengeteg helyi önkormányzatba tömörülnek számtalan rezervátumban, közösségben a két Dakotában, Nebraskában, Minnesotában és Montanában, valamint a kanadai Manitoba és Dél-Saskatchewan területén.

### Felfedezők és korai telepesek

#### Új-Franciaország
Az európaiak megtelepedése a térségben a 17. században kezdődött, amikor francia felfedezők nyomán Új-Franciaország nevet kapta a régió. A területet a franciák tárták is fel, Jacques Cartier 1534-es Szent Lőrinc-folyó-menti expedíciójával kezdődően. Végül azonban 1763-ban lemondtak Új-Franciaországról Spanyolország és Anglia javára.

Észak-Amerika térképe (1750) – Anglia (rózsaszín), Franciaország (kék) és Spanyolország birtokai (narancssárga)

Fénykorában, 1712-ben (az utrechti béke előtt) Új-Franciaország Új-Fundlandtól a Sziklás-hegységig és a Hudson-öböltől a Mexikói-öbölig terjedt. A territóriumot utána öt kolóniára osztották, külön-külön adminisztrációval. Ezek voltak Kanada, Acadia, Hudson-öböl, Plaiscana, Új-Fundland és Labrador és Louisiana.
Az utrechti béke értelmében Franciaországnak le kellett mondania Acadia, a Hudson-öböl és Új-Fundland kolónia fő területeiről, valamint Île Royale kolónia megalapításáról a Cape Breton-szigeten.

#### Marquette és Jolliet

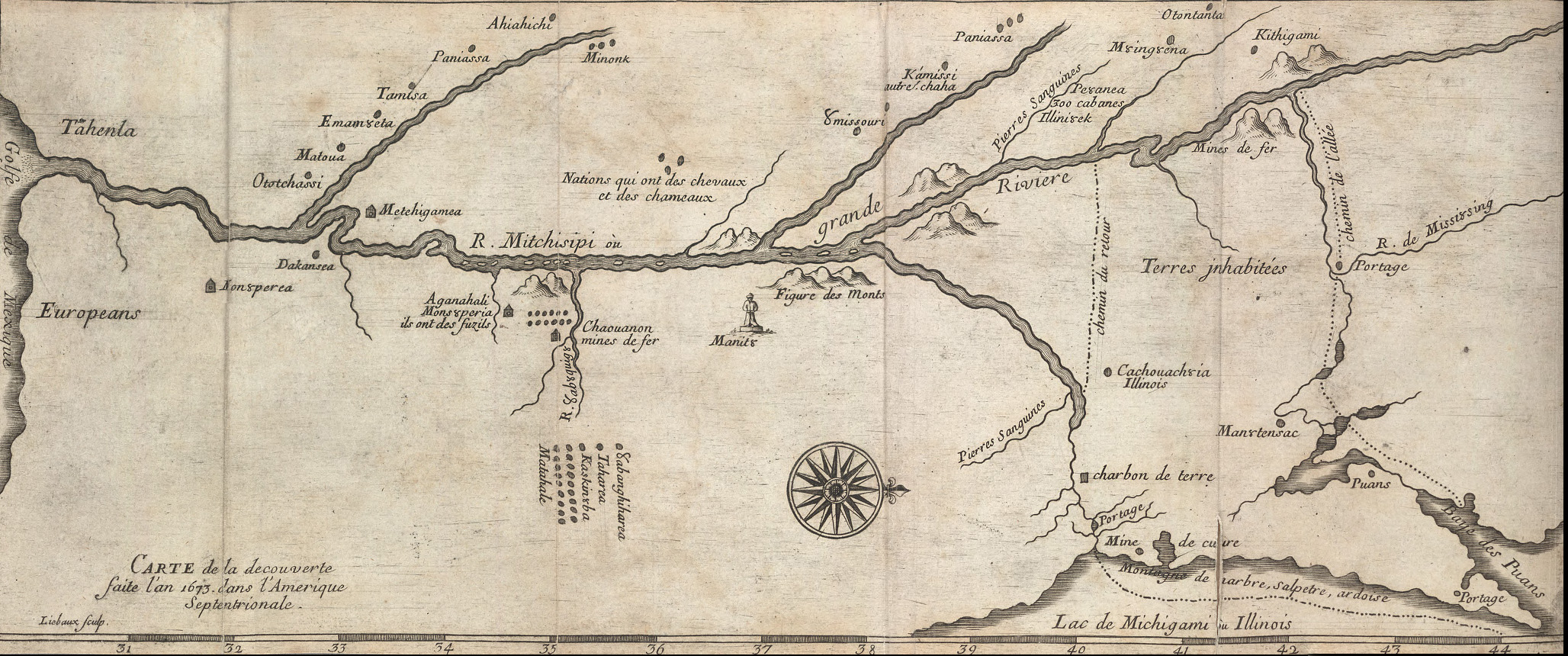
1681 körül készült térkép Marquette és Jolliet 1673-as expedíciójáról

Sok király és amerikai település remélte, hogy ő találhatja meg a híres Északnyugati átjárót, azt az utat, amin át hajóval el lehet jutni, az Újvilág kikerülésével az Indiákra, Délkelet-Ázsiába. Az Északnyugati átjáró felfedezése komoly helyzeti előnyhöz juttatta volna a felfedező nemzetet, mivel ezzel közvetlenül le tudta volna folytatni a kelet-ázsiai javak kereskedelmét, úgy, hogy közben vetélytársait akadályozva ellenőrzi az átjárót magát is.
1673-ban Új-Franciaország (akkor Québec, amit Samuel de Champlain alapított) kormányzója elküldte Jacques Marquette-t, egy katolikus papot és misszionáriust és Louis Jolliet-et, egy francia-kanadai szőrmekereskedőt hét további felfedezővel együtt, a rejtélyes átjáró felkutatására. A kis expedíció útját Quebec felől Michigan északabbi félszigete felé kezdte. Kenukon keltek át a Michigan-tavon és a mai wisconsini Green Bay-nél szálltak partra, a Róka-folyó torkolatánál. Helyi indiánokkal találkoztak, akik beszámoltak nekik számos hajózható folyóról a térségben. Miután átemelték kenuikat a Wisconsin-folyóra, 1673. június 17-én érték el a Mississippi-folyót.
Marquette és Jolliet hamar rájött, hogy a Mississippi nem lehet az északnyugati átjáró, mint azt először hitték, mivel az dél felé folyik. Ennek ellenére azonban folytatták az útjukat és feljegyzéseket készítettek a tapasztaltakról. A helyi harcsákat tigrisfejű, vadmacskaorrú és pofaszakállas szörnyekként írták le. Bivalycsordákkal is találkoztak, amiket azonban marhának írtak le. A páros egészen a Mississippi és az Ohio-folyók találkozásáig, a mai Saint Louisig evezett le és a Mississippi és az Arkansas-folyók találkozásánál fordult vissza. Rájöttek, hogy a Mississippi a Mexikói-öbölbe folyik, és nem akartak konfrontálódni az annak partvidékét uraló spanyolokkal.
A Marquette-Jolliet-expedíció 1674-ben érte el ismét az Illinois Területet, az első európaiakká válva, akik a mai Chicago területén töltötték a telet. Mint az Illinois Konföderáció szívesen látott vendégei, részt vehettek az indiánok ünnepségén, olyan ceremoniális ételeket fogyasztva, mint például a sagamite.
Marquette és Jolliet váltak ezzel az első európaiakká, akik feltérképezték a Mississippi felső folyását. Ennek ellenére nem ők fedezték fel a Mississippit. A helyi indiánok már évezredek óta használták a folyót és a spanyol Hernando de Soto is elérte már, több, mint száz évvel korábban. Azt azonban felfedezték, hogy vízen könnyebben is meg lehet közelíteni a Mexikói-öblöt a Nagy-tavak vidékéről, rájöttek, hogy a térségbeli indiánok barátságosak és a térség természeti kincsekben igen gazdag. Ezen tudás birtokában a LaSalle vezette franciák kiépítettek egy 4000 mérföld hosszú kereskedelmi hálót, hogy a következő másfél évszázadban kiszipojozzák a térséget.
A következő évszázadban francia misszionáriusok és szőrmekereskedők települések hálózatát alakították ki a Mississippi és a Nagy-tavak mentén.

### Brit kolonizáció

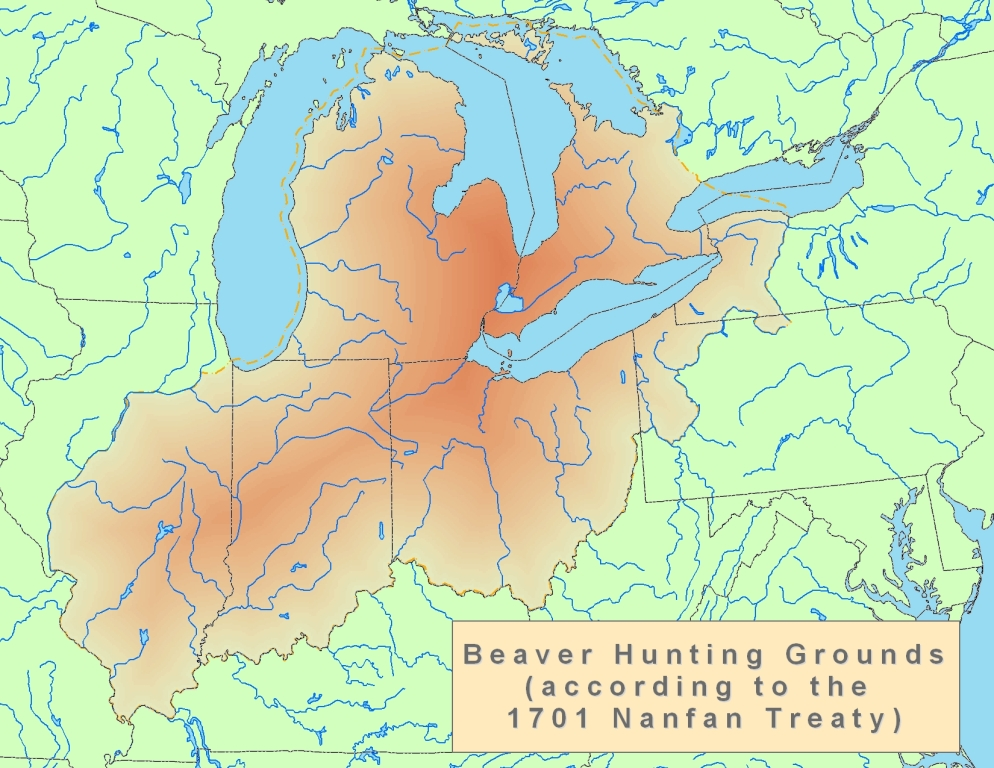
A korai hódvadászat zónája

A francia uralom a Mississippitől keletre 1763-ban lezárult a francia-indián háború eredményeként. A britek az 1750-es években jelentek meg az Ohio Területen. Az 1763-as királyi proklamáció átmenetileg visszafogta a terjeszkedést az Appalache-hegységtől nyugatra, de nem állította le teljesen. A Mississippitől nyugatra továbbra is virágoztak az olyan francia városok, mint Saint Louis és Ste. Genevieve.
Franciaország a hétéves háborút lezáró párizsi békében mondott le Új-Franciaország többi részéről Spanyolország és Anglia javára. Anglia kapott meg minden területet a Mississippitől keletre, beleértve Kanadát, Acadiát és Louisiana egy részét, míg Spanyolország megkapta Louisiana nagyobbik felét. Az utóbbi azonban 1800-ban visszakerült Franciaországhoz, Bonaparte Napóleon azonban eladta azt az Egyesült Államoknak (Louisianai szerzemény) 1803-ban, ideiglenesen véget vetve a francia gyarmatosító törekvéseknek Észak-Amerika kontinentális területein.
A brit települések megsokasodtak az Appalache-hegységen átvezető utak és a Nagy-tavak mentén is. Fort Pitt (ma Pittsburgh), az Ohio-folyó torkolatánál, volt a szárazföldi terjeszkedés egyik előőrse. Az első települések a Közép-Nyugaton katonai erődök és kereskedelmi lerakatok körül települtek, mint például Green Bay, Sault Ste. Marie és Detroit. Az első belföldi települések Dél-Ohio, vagy Észak-Kentucky területén jöttek létre, az Ohio-folyó két partján. Ekkor tűntek olyan neves pionírok, mint Daniel Boone, vagy Spencer Records.
A régió termékeny talaja lehetővé tette a telepesek számára, hogy bőséges haszonnal termeljenek gabonaféléket, mint például kukoricát, zabot és, ami a legfontosabb, búzát. A régió hamarosan úgy vált ismertté, mint a nemzet "éléskamrája".

### A közlekedés fejlődése

#### Vízi utak

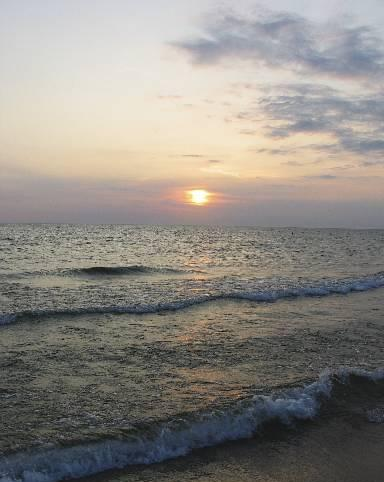
A Michigan-tó területén négy közép-nyugati állam osztozik (Michigan, Indiana, Illinois és Wisconsin).

Két fontos, fejlesztésre szoruló vízi útvonal létezett a Közép-Nyugaton. Az első és legfontosabb az Ohio-folyó volt, ami a Mississippibe folyik. A fejlesztés 1795-ig szünetelt, mivel a Mississippi déli folyása spanyol uralom alatt állt, akik elutasították, hogy az amerikai hajók a folyón keresztül juttassák ki gabonájukat az Atlanti-óceánra.
A másik fontos vízi útvonalat maguk a Nagy-tavak képezték. Az Erie-csatorna 1825-ös megnyitása teljes egészében hajózhatóvá tette a tavak vízrendszerét, elérhetővé téve mindent New York City kikötőjétől a Mississippiig. 1848-ban a Michigan-Illinois-csatorna elkészültével megnyílt a vízi út a Nagy-tavak és a Mississippi és ez által a Mexikói-öböl között. Tavi és folyami kikötők egész sora virágzott fel ezen vízi utak kihasználásával. Az ipari forradalom alatt a Nagy-tavak fontos kereskedelmi útvonallá váltak, amin át el lehetett szállítani a vasércet a Mesabi Range-ről Minnesotából a Közép-atlanti államok acélfeldolgozó üzemeibe. A Szent Lőrinc-víziút (1862; 1959-ig bővítették) megnyitotta a vízi utat a Közép-Nyugat és az Atlanti-óceán között.

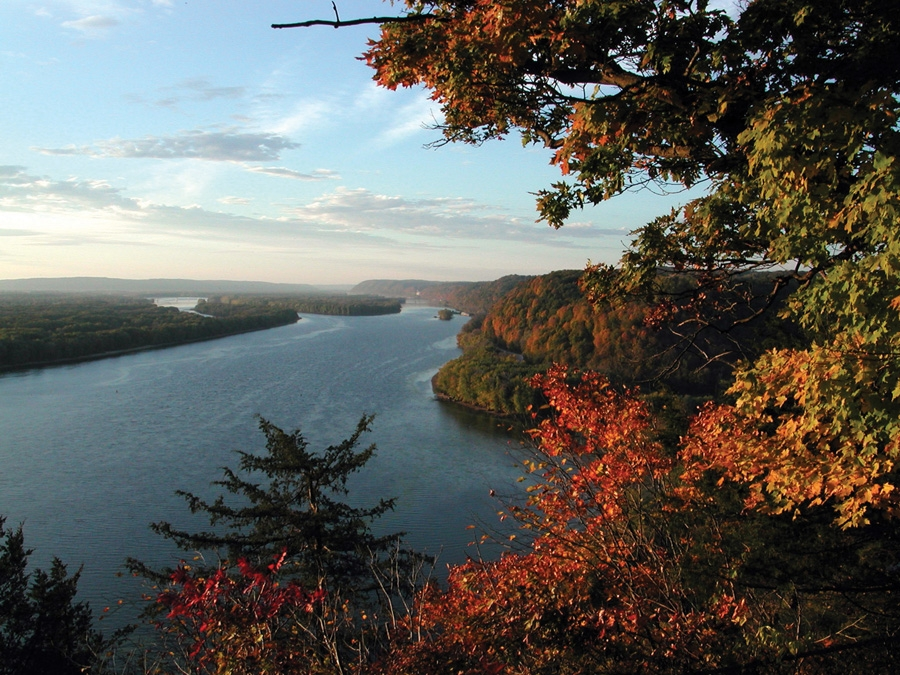
A Felső-Mississippi Harpers Ferry közelében

Az 1870-es és 1880-as években két klasszikus alkotás született a Mississippi-folyóról. Az Élet a Mississippin és a Huckleberry Finn kalandjai. Mindkettőt a bennszülött missourii Samuel Clemens írta, aki felvette a Mark Twain álnevet. Twain szülővárosa, a missourii Hannibal a korabeli Közép-Nyugat egyik legnagyobb turisztikai látványossága.
Az ohioi és indianai csatornák megnyitottak egy újabb vízi útvonalat, ami összekötötte a Nagy-tavakat az Ohio-folyóval. Az Erie-csatornán át az Ohio-folyóra leszállított közép-nyugati javak lehetővé tették New York felemelkedését, ami ezzel megelőzte Bostont és Philadelphiát.

#### Vasutak és az automobil
A 19. század közepén épültek az első vasútvonalak a régióban és Chicago a világ egyik legnagyobb vasúti csomópontjává nőtte ki magát. Még ma is, majd egy évszázaddal Henry Ford után, hat Elsőosztályú vasúti pálya fut össze Chicagoban.
1890 és 1930 között sok közép-nyugati város és egyéb település, valamint még a farmok java része is összeköttetésbe került egymással helyiérdekű vasutak vagy villamosok által. A Közép-Nyugaton több HÉV jár, mint az Egyesült Államok bármely más régiójában. 1916-ban Ohio vezetett 4503 kilométeres HÉV-pályájával, a második pedig Indiana volt 2937 kilométernyivel. Ez a két állam adta együtt az egész ország HÉV-hálózatának harmadát. A legnagyobb HÉV-csomópont Indianapolisban volt. A város a 20. század első évtizedében lezajlott 38%-os népességnövekedése is ennek az előnyös helyzetnek tulajdonítható.
Az egyre növekvő számú gépkocsik és buszok versenye azonban visszavetette a HÉV-ek személyszállításban játszott szerepét. Henry Ford és Charles Kettering, akik feltalálták az elektromos indítású és gázolajjal működő gépkocsit, mindketten a Közép-Nyugaton dolgoztak, akárcsak a Wright fivérek.

### Apolgárháború

#### A rabszolgaság betiltása és a földalatti vasút

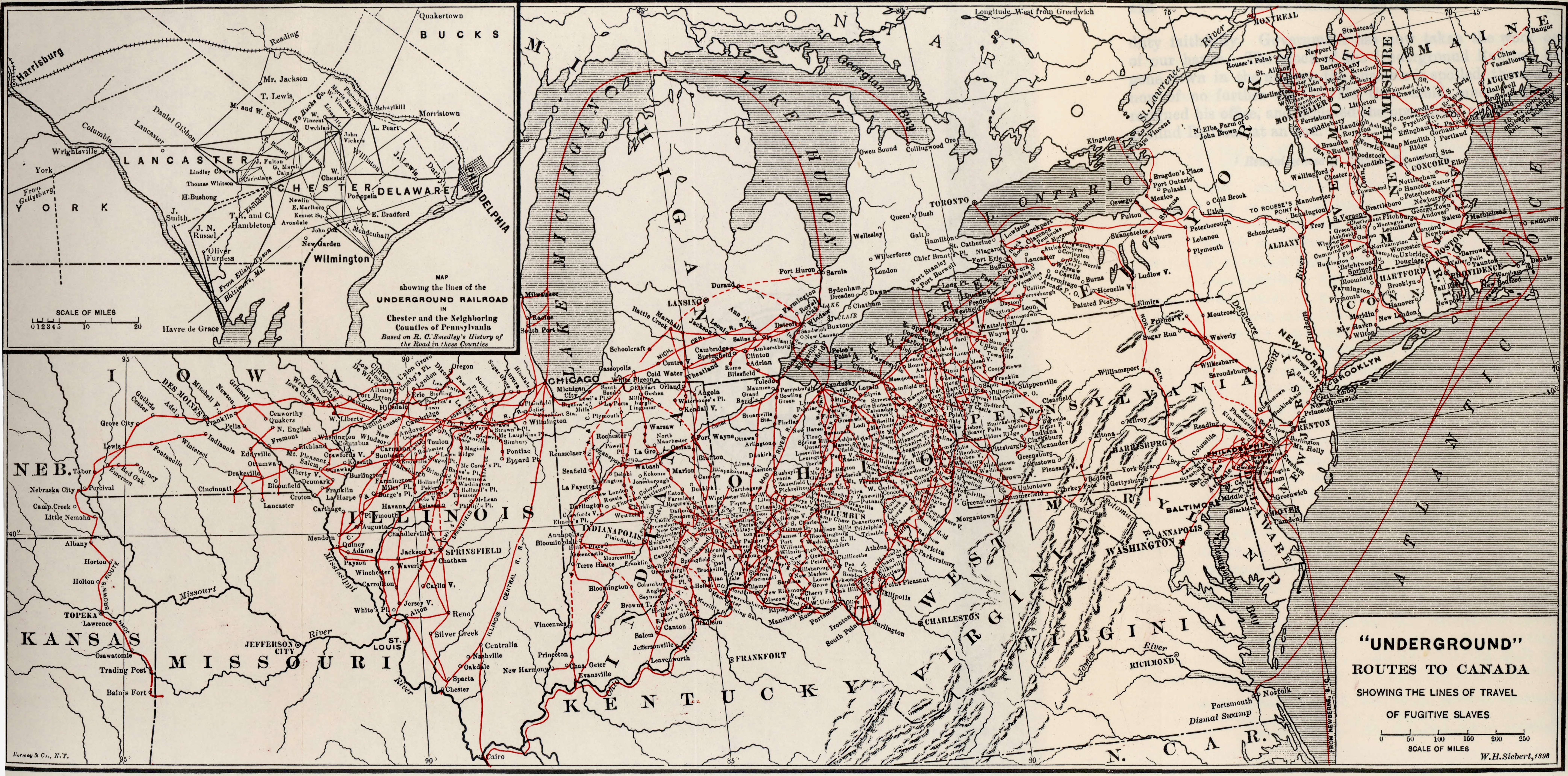
A különböző földalattik pályájának térképe

Az Északnyugati Minisztériumi régió a Közép-Nyugat szívében volt az első az Egyesült Államokban, amely betiltotta a rabszolgaságot. (Az északkeleti régióban az 1830-as években zajlott le a rabszolgák emancipációja.) A régió déli határa az Ohio-folyó volt, ami a szabadság és a rabszolgaság határának szimbólumává vált az amerikai történelemben és irodalomban. (Lásd: Tamás bátya kunyhója Harriet Beecher Stowe-tól és a A kedves Toni Morrisontól.)
A közép-nyugati államok, különösen Ohio, építették meg az első "földalatti vasúti" vonalakat, amin keresztül a déli rabszolgák átkelhettek az Ohio-folyón és az Erie-tavat átszelve elérhettek Kanadába. A 19. század elején kezdődő építkezések nyomán a földalatti vasút hálózata az 1850-es és 1860-as években érte el legnagyobb kiterjedését. Egyes becslések szerint 1850-ben 100 000 rabszolga szökött meg a földalatti vasúton keresztül.
A földalatti vasúthálózat rengeteg csomópontot, titkos járatot és biztonságos házat foglalt magában, amit szimpatizáns helyiek tartottak fenn. Egyéni szervezéssel is alakultak kisebb, önálló csoportok. Ez segítette a titoktartást is, mivel az egyes csoportok csak egy-egy állomást ismertek, viszont a környezetükről keveset tudtak (és az is róluk). Így a rabszolgák állomásról állomásra utaztak észak felé. Bár a szökevényeket gyakran szállították hajón, vagy vonaton, többnyire gyalog, vagy vagonokban utaztak.
A régiót a rabszolgaság hiánya jellemezte (kivéve Missourit), valamit a szabad pionírok közösségei, az egytermes iskolákban zajló oktatás, a demokratikus öntudat, amit a függetlenségi háború veteránjai hoztak magukkal, a protestáns vallás és a kísérletező szellem. A mezőgazdasági terményeiket hajókon, uszályokon, csónakokon, kenukon és vasúton szállították át az Ohio-folyón.

#### Véres Kansas
Az első erőszakos konfliktusra, ami a polgárháborúhoz vezetett, két szomszédos közép-nyugati állam, Kansas és Missouri között került sor, ami magában foglalta a rabszolgaellenes szabad állam pártiak és a rabszolgaságot támogató ún. "Határ menti útonállók" szembenállását, ami nagyjából 1854 és 1858 között zajlott a Kansas Területen és Missouri nyugati, határ menti városaiban. A konfliktus akörül a kérdés körül forgott, hogy Kansas szabad, vagy rabszolgatartó államként lépjen-e be az Unióba. A "Véres Kansas" néven elhíresült konfliktus valójában egy ún. helyettesítő háború volt az északiak és a déliek között a rabszolgaság kérdésében. A "Véres Kansas" kifejezést először Horace Greeley használta a New York Tribune-től, mint az eseményt, ami a polgárháború közvetlen előjele volt.

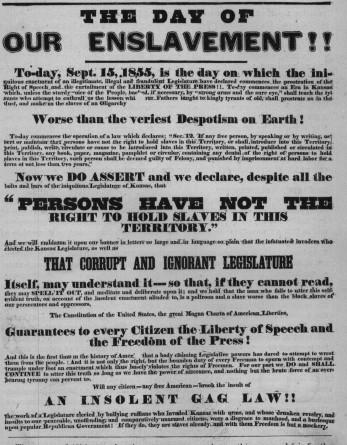
1855-ös szabad állam párti plakát

A Véres Kansashoz vezető eseményeket a Kansas–Nebraska-törvény lendítette mozgásba. Ez a törvény hozta létre a Kansas és a Nebraska Területet, új területeket nyitva meg a letelepedés számára. Ezzel figyelmen kívül hagyták a Missouri-kompromisszumot, engedélyezve a telepeseknek, hogy a népszuverenitás elve alapján határozzák meg, hogy engedélyezik-e a rabszolgaságot. A törvény abban a reményben született, hogy megteremtheti a kiegyezést az északi és a déli államok között, mivel így a déli államoknak megvan a lehetősége, hogy kiterjesszék a rabszolgaságot az új területekre, míg az északi államok továbbra is fenntarthatják a jogot annak elítélésére saját területükön. Ehelyett azonban ellenzőinek véleménye kapott nagyobb súlyt, akik a törvényt a déli rabszolgaerőn alapuló rendszernek tett engedménnyé degradálták.
Az új Republikánus Párt, ami a Közép-Nyugaton született (Riponban, Wisconsinben, 1854-ben) a törvény ellenében, céljának tekintette a rabszolgaság terjedésének megakadályozását és hamarosan az Észak domináns politikai ereje lett.
Egy látszólag demokratikus eszme, a népszuverenitás elve, kimondta, hogy egy terület, vagy állam lakosai dönthetik el, hogy otthonuk szabad, vagy rabszolgatartó állam legyen-e. Viszont ez azt eredményezte, hogy mindkét oldal aktivistái tömegesen kezdtek el gyülekezni Kansasban. Egy időszakban Kansasnak két kormánya is működött. Mindkettő a saját alkotmánya szerint. A szövetségi hatalom viszont csak az egyiket ismerte el. 1861. január 29-én Kansas szabad államként csatlakozott az Unióhoz, kevesebb, mint három hónappal a Sumter-erőd ostroma előtt, amivel hivatalosan is kezdetét vette a polgárháború.
A nyugalom Kansasban 1856 májusában végleg megtört két esemény által, amiket a polgárháború első lövéseinek is szoktak nevezni. Május 21-én a szabad föld párti Lawrencet Missouriből érkező rabszolgaságpárti fegyveresek kifosztották. Néhány nappal később Lawrence kifosztása okot adott az abolicionista John Brownnak és hat követőjének, hogy kivégezzenek öt embert Pottawatomie Creekben, Franklin megyében, megtorlásként.
Az úgynevezett "határháború" egy újabbat eredményezett a következő négy hónapban, májustól októberig, a felfegyverzett rabszolgaságpártiak és szabad föld pártiak között. Az amerikai hadseregnek két helyőrsége volt Kansasban, az 1. lovas ezred Fort Leavenworth-ban és a 2. dragonyos ezred és a 6. gyalogos ezred Fort Riley-ban. Az összetűzések enyhültek, amikor az új kormányzó, John W. Geary, 1856 végén rávette a missouriakat, hogy térjenek haza. A törékeny béke időszaka köszöntött be, de még évekig voltak kisebb összetűzések.
A kansasi eseményekre adott reakciók megmutatták, mennyire megosztottá vált az ország. A Határ menti útonállókat a déli államokban feltétel nélkül támogatták, annak ellenére, hogy akcióik számos ember életébe kerültek. Északon a Brown és társai által elkövetett gyilkosságokat a többség figyelmen kívül hagyta, egy kisebbség viszont lelkesen üdvözölte.
A kansasi polgárháborús állapotokat a rabszolgaság miatti politikai szembenállás indukálta. A szövetségi csapatokat nem vetették be politikai kérdések eldöntése érdekében, arra viszont az állami kormányzat igénybe vette őket, hogy rendet teremtsen. Úgyhogy végül a kérdés Kansasban békés és törvényes keretek között dőlt el.

Az Egyesült Államok tagállamai, amelyek 1789 és 1861 között engedélyezték, illetve elutasították a rabszolgaságot

Abraham Lincoln megválasztása 1860 novemberében volt az utolsó lépés a déli államok elszakadása felé. Minden próbálkozás a megegyezésre, beleértve a Corwin javaslatot és a Crittenden-kompromisszumot is, elbuktak. A déli vezetők attól tartottak, hogy Lincoln megakadályozza a rabszolgaság terjeszkedését az új államokban és lépéseket tesz a rendszer teljes megszüntetésére is.
A szövetségi kormányzatot 20 (többnyire északi) állam támogatta, ahol már betiltották a rabszolgaságot és öt rabszolgatartó állam, amelyek határ államokként váltak ismertté. Missouri kivételével az összes közép-nyugati állam elutasította a rabszolgaságot. Bár a legtöbb csatát délen vívták, a Kansas és Missouri közti összecsapások folytatódtak és 1863. augusztus 29-én érték el csúcspontjukat a lawrence-i mészárlás keretében. A Quantrill razziájaként is ismert esemény egy lázadó gerilla csoport, Quantrill fosztogatóinak támadása volt, amit William Clarke Quantrill vezetett.
Lawrence-t az tette célponttá, hogy már régóta támogatta az abolicionista mozgalmat, illetve a hírneve, mint a Vöröslábúak és a Jayhawkerek központja, akik szabad föld párti milicista és polgárőr csoportok voltak, akik arról váltak ismertté, hogy megtámadtak és elpusztítottak több rabszolgapárti farmot Missouri nyugati megyéiben.
A lawrence-i mészárlás volt Kansas és az egész Egyesült Államok történetének egyik legvéresebb eseménye. Quantrill bandája, 448 missori-i gerillával, rajtaütött Lawrence-en és kifosztotta azt, megölve 150 embert és felgyújtva az összes gazdasági épületet és a lakóházak többségét is. A szövetségi csapatok által üldözve a csoport Missouriba menekült.
Robert E. Lee tábornok lemondott Észak-virginiai Hadseregéről 1865. április 9-én a McLean-házban, egy appomatoxi udvarházban.
1865. április 14-én John Wilkes Booth, egy déli szimpatizáns, lelőtte Lincoln elnököt. Lincoln másnap kora reggel halt meg. Andrew Johnson követte őt az elnöki székben.

### Iparosodás és bevándorlás
A polgárháború után az európai bevándorlás elkerülte az Egyesült Államok keleti partvidékét és a telepesek közvetlenül a belső területekre érkeztek. Németek Ohióba, Wisconsinbe, Minnesotába, Illinois-ba és Missouribe; írek a Nagy-tavak kikötővárosaiba, elsősorban Chicagóba; dánok, svédek és norvégok Iowába, Wisconsinbe, Minnesotába és a Dakotákba és finnek Felső-Michiganba, valamint Észak- és Közép-Minnesotába. A lengyelek, a magyarok és a zsidók a közép-nyugati városokban telepedtek le.
Az Egyesült Államok túlnyomórészt rurális állam volt a polgárháború idején. Ez alól a Közép-Nyugat sem volt kivétel. Az egész régió pontszerű farmok hálózatából állt. A 19. század végén a gyors iparosodás, a bevándorlás és az urbanizáció meghozta az ipari forradalmat. Az ipari termelés magterületét az országban a Nagy-tavak környéki államok adták. Az ekkor kezdődő fellendülés egészen a 20. század végéig kitartott.
A 20. században az afroamerikaiak bevándorlása a déli államokból drámaian megváltoztatta Chicago, St. Louis, Cleveland, Milwaukee, Kansas City, Cincinnati, Detroit, Minneapolis és sok egyéb közép-nyugati város képét. Gyárak és iskolák tucatjai épültek a városokban, amelyek ezreket vonzottak új lehetőségekkel kecsegtetve. Chicago egyedül több százezer afroamerikai lakost szerzett a Nagy Vándorlás és a Második Nagy Vándorlás idején.

### AKözép-Nyugatmegnevezés története

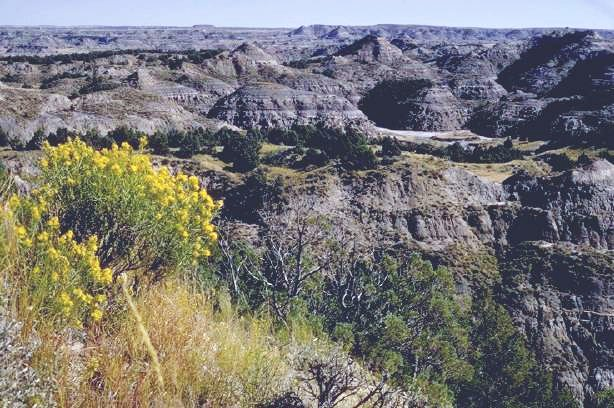
A Theodore Roosevelt Nemzeti Park a Badlands-en, Észak-Dakotában

Az Egyesült Államok első éveiben a régiót a Nyugat néven ismerték. 1789-ben az Északnyugati Rendelet annektálta, létrehozva az Északnyugati Területet, aminek határait a Nagy-tavakban, az Ohio-folyóban és a Mississippiben jelölték ki. Mivel a terület a keleti part és az azon túl elterülő "távoli Nyugat" között feküdt, új megnevezéssel az "Északnyugat" nevet kapta. A 19. század elején minden terület, ami a Mississippitől nyugatra feküdt, a Nyugat kifejezés alá tartozott. Az első alkalom, amikor a "közép-nyugati" kifejezést használták az Egyesült Államok központi területeinek megnevezésére, 1866-ban történt. A "Közép-Nyugat" kifejezés 1894-ben látott napvilágot, lakosait pedig 1916-ban nevezték először "közép-nyugatinak".
A nyugati préri benépesítésével az új megnevezés, a Nagy Préri államai, az Észak-Dakotától Kansasig fekvő államokat jelölte. Később ezen államokat is a Közép-Nyugat részének kezdték tekinteni.
A régi "Régi Nyugat" megnevezés alatt futó államokat ma az "Északkeleti Központi államoknak" nevezi a Népszámlálási Hivatal. A Nagy-tavak államait pedig a lakosai, akárcsak a Mississippitől közvetlenül nyugatra fekvő államokat és a préri államokat "Északnyugati Központi államoknak" nevezik. Manapság a régi Nyugathoz tartozó területek lakosai, akik Coloradótól, Montanától és Wyomingtól keletre élnek, közép-nyugatiként azonosítják magukat.
A Közép-Nyugat egyes részeit, történelmi okokból kifolyólag, ma is az Északnyugat névvel illetik. Ilyen például az Északnyugati Egyetem Illinois-ban. Emiatt a mai Egyesült államok északnyugati területeit, az egyértelműség kedvéért "Pacifikus Északnyugat" néven említik.

## Farm- és mezőgazdaság

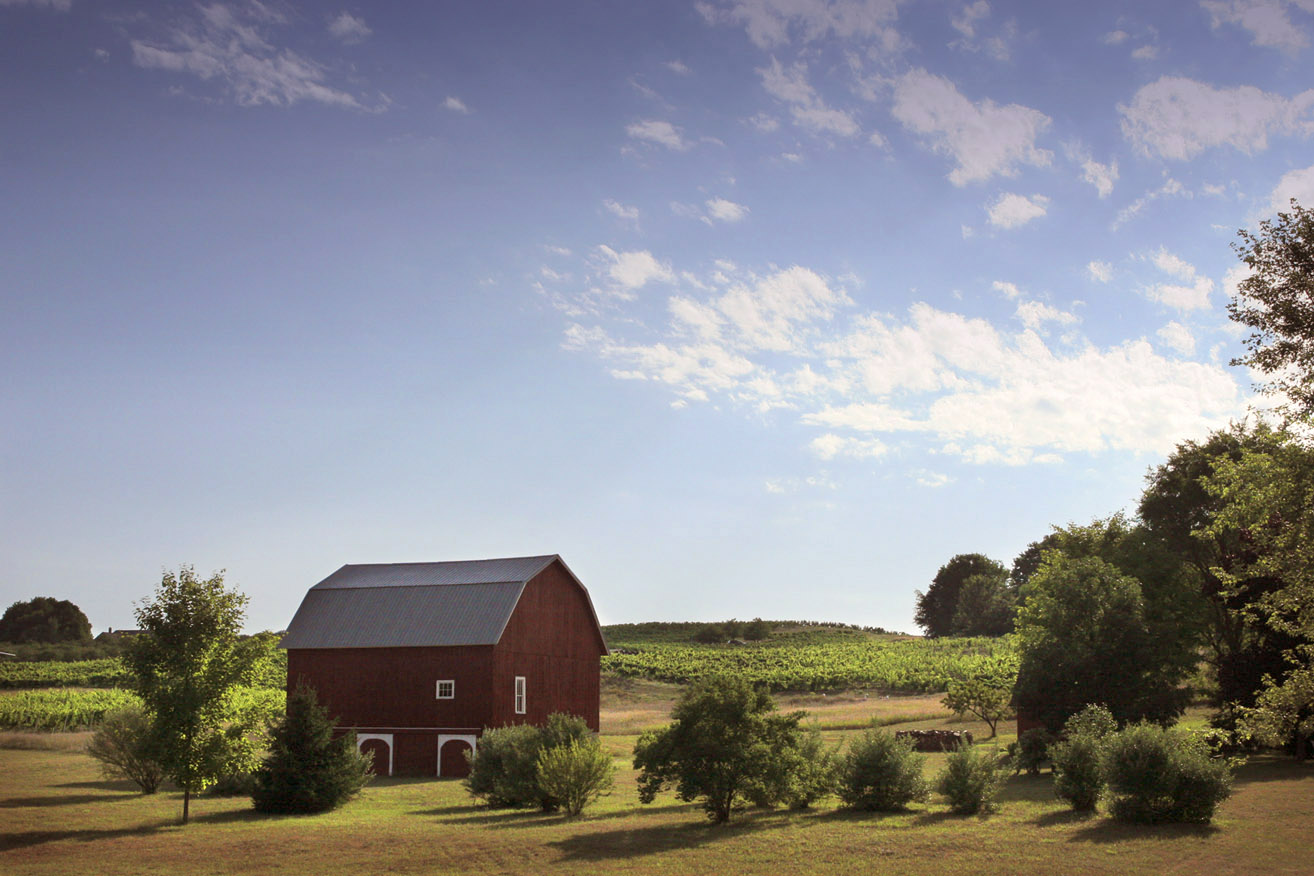
Pásztor farm Traverse City közelében, Michiganban a klasszikus amerikai vörös csűrrel

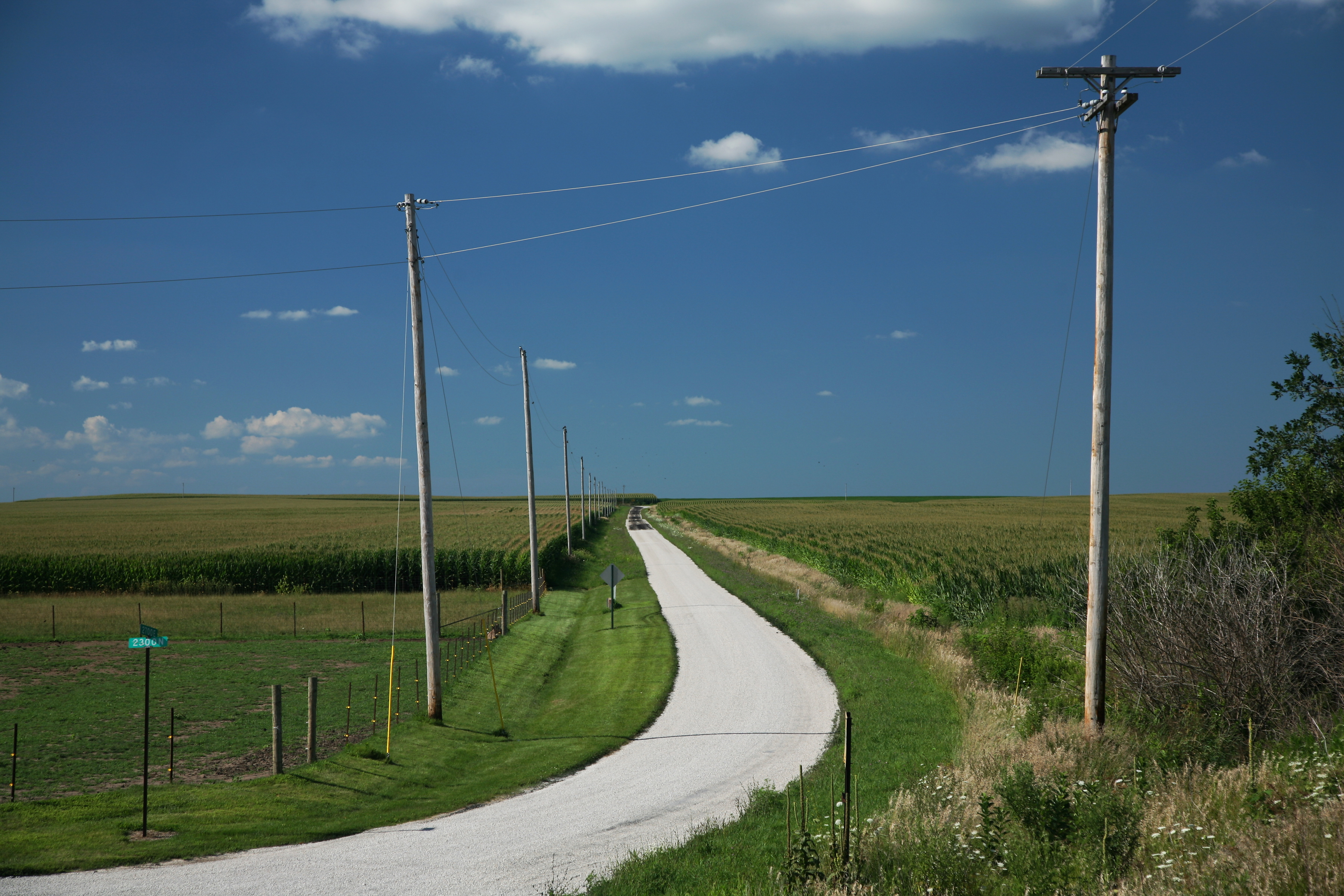
Farmvidéken átvezető út Champaign megyében kukoricaföldek közepén

A Közép-Nyugat jól termő talaját művelés alá vonó első telepesek faekét használtak, amely alkalmas a laza erdei talaj művelésére. A préri területén azonban ez az eke már megakadt a talajban és föld ragadt rá. Ezt a problémát 1837-ben egy illinois-i kovács, egy bizonyos John Deere oldotta meg, aki kifejlesztette az acél ekevasat, ami erősebb volt és átvágta a gyökereket is, termékennyé téve ezzel a préri talaját.
A hosszúfüvű préri vált Észak-Amerika egyik legtermékenyebb kukoricatermelő vidékévé. Emiatt viszont csak kevesebb mint egytized százaléka maradt meg a hosszúfüvű préri területnek eredeti formájában. Azok az államok, amelyek magukba foglalják az eredetileg a hosszúfüvű prérihez tartozó területeket (Iowa, Illinois, Minnesota, Wisconsin, Nebraska és Missouri) magas termőképességű talajukról váltak ismertté, mint a Corn Belt része. Példaként a magas szintű művelésre: Illinois és Iowa a 49. és az 50. helyet foglalja el azon a listán, ami az 50 államot állítja sorba művelés alá nem volt területeik mérete szerint.
A térség termékeny talaja az acéleke használatával együtt lehetségessé tette, hogy az itt fekvő államok farmerei, hogy bőségesen arassák az olyan gabonaféléket, mint a kukorica, a búza és a zab. Emiatt a régió a nemzet "kenyereskosaraként" is ismert.

### Vallás
A közép-nyugati lakosok, mint az Egyesült Államok lakosságának java része, túlnyomórészt keresztény.
A római katolicizmus tudhatja magáénak a legtöbb hívet. Arányuk 19 és 29% között változik államonként. A déli baptista gyülekezet tagja Missouri lakosságának 15,42%-a és a többi közép-nyugati állam lakosainak egy kis hányada. A lutheránusok a Közép-Nyugat északi területein vannak többségben, különösen Minnesotában, a két Dakotában nagy skandináv és német lakosságuk miatt.
A zsidók aránya 2.5, míg a muzulmánoké legfeljebb 1%. Többségük a nagyvárosokban él. A felekezeten kívüliek aránya 13-16%-ot tesz ki a Közép-Nyugat lakosságából. A felmérések azt mutatják, hogy a közép-nyugatiak 54%-a rendszeresen jár templomba.

### Zene

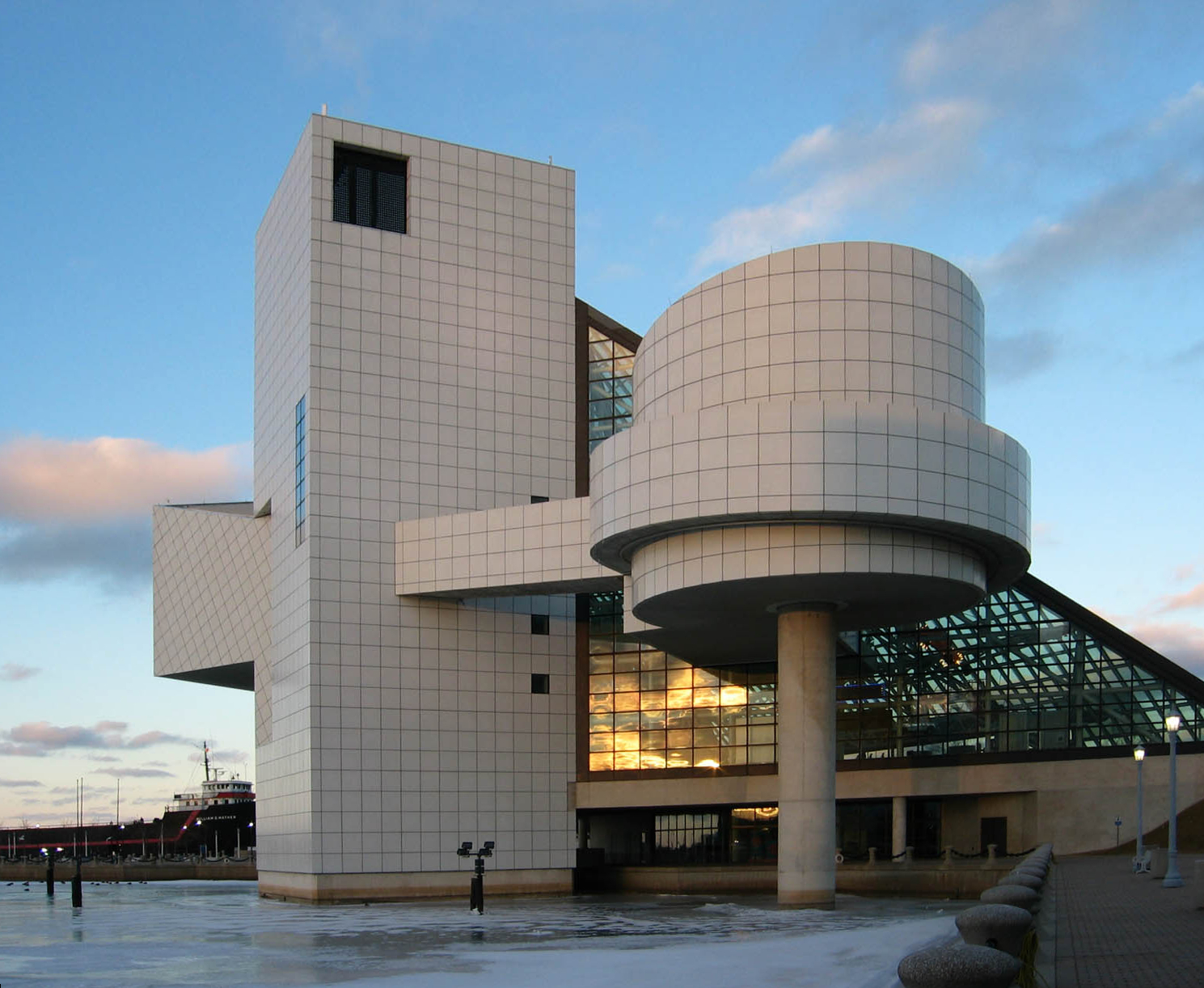
A Rock and Roll Hall of Fame Clevelandben az Erie-tóval a előtérben

A 20. századi afroamerikai bevándorlás miatt nagy méretű afroamerikai közösség él a régió nagyvárosaiban, annak ellenére, hogy számuk nem olyan magas, mint a déli államokban. Az ipar és a kultúra, a blues és a rock and roll találkozása a zenei kultúra újsütetű fellángolásához vezetett a Közép-Nyugaton a polgári jogi mozgalmak utáni években, hozzájárulva a dzsessz, a funk, az R&B és az olyan új műfajok, mint a Motown Sound és a techno kialakulásához.
A Chicago blues elektromos hangzása jellemzi a műfajt, amit a Chess és Alligator lemezkiadók népszerűsítettek és megjelent olyan filmekben is, mint A Keresztapa és A Blues.
A rock and roll először 1951-ben jelent meg új műfajként Clevelandben, Ohióban. Alan Freed népszerűsítette és ő alkotta meg a rock and roll kifejezést is. Az 1950-es évek közepétől a rock and roll az Egyesült Államok jellemző zenéje lett, az 1940-es évekbeli Rhythm and blues-zára épülve, ami a korai blues, boogie-woogie, dzsessz és szving elemeiből alakult ki. Ezen kívül megihlette a gospel, a country és a hagyományos folk is.
Freed rock-leírása segített létrehozni a Rock and Roll Hall of Fame-et Clevelandben.

### Kultúrák találkozása

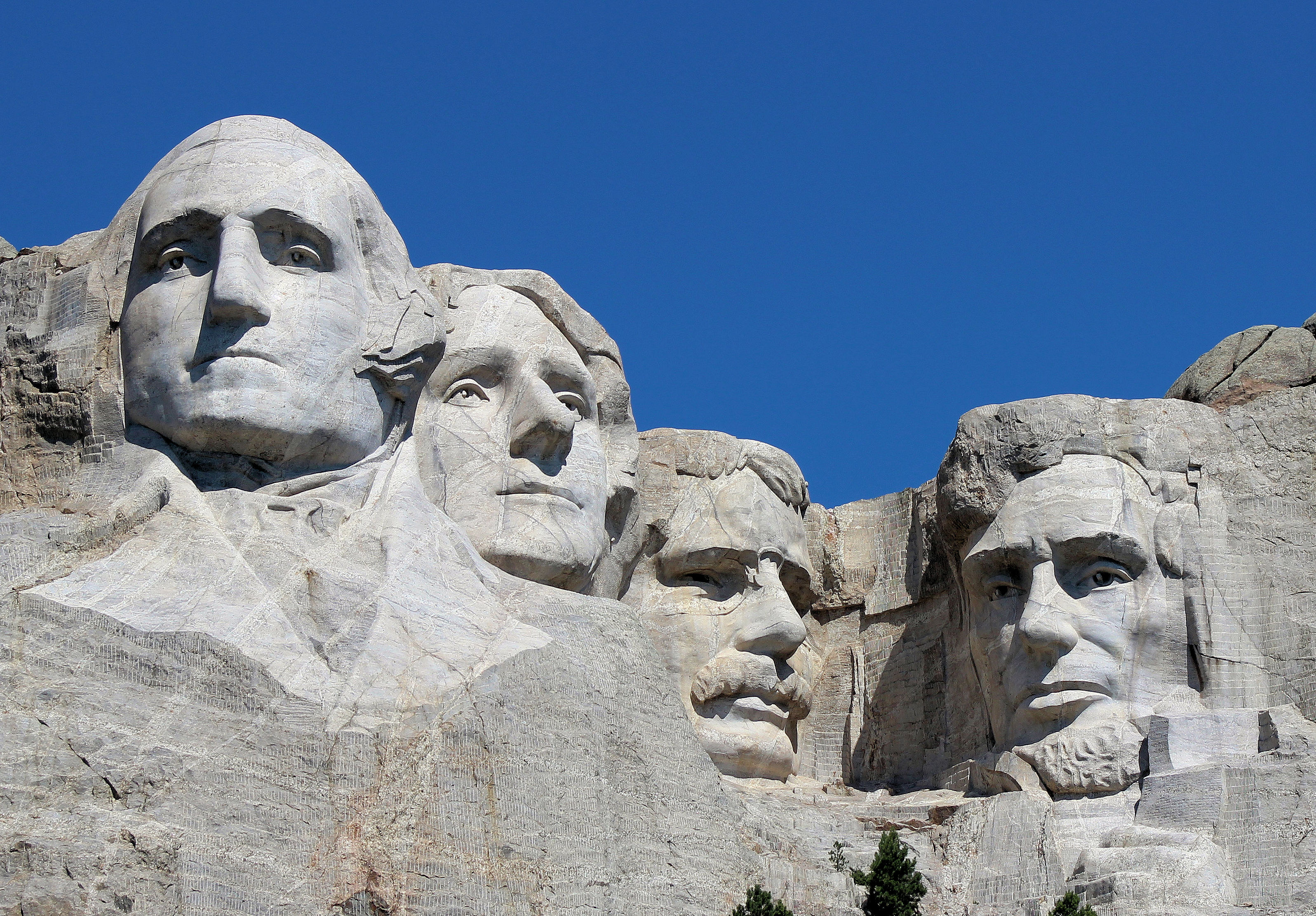
A Rushmore-hegy a Black Hillsben, Dél-Dakotában

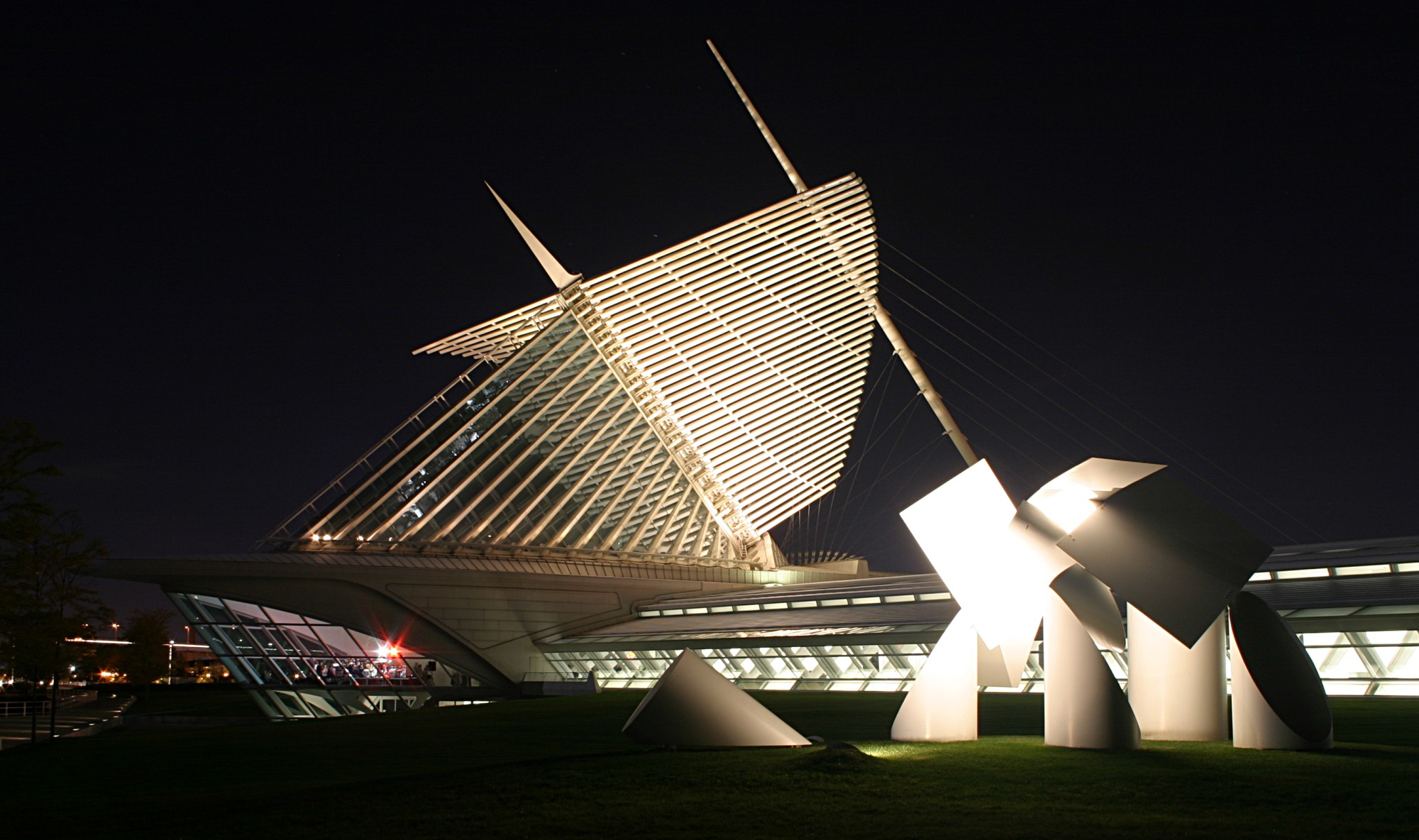
A Milwaukee Art Museum a Michigan-tavon

A Közép-Nyugat különböző definíciói a terület határát a Közép-Egyesült Államok, illetve a Nagy Síkság, illetve a Nagy-tavak vagy a Rust Belt határán vonják meg. Míg néhány város Kansasban, Iowában, a Dakotákban és Nebraskában tökéletesen reprezentálja a klasszikus közép-nyugati hangulatot, mások szerint a Rust Belt városai a Nagy-tavaknál a 19. és 20. századi bevándorlással, az előrehaladott iparosodással és a katolikusokkal már új közép-nyugati képet teremtettek.
A hagyományos értelemben vett Közép-Nyugat egyes részei ma már nem látszanak képviselni a régió jellegzetességeit, míg más területek, amelyek sosem tartoztak a Közép-Nyugathoz, ugyanezen okból kifolyólag bele kerültek. Ezek az érvek általában történelmi, kulturális, ipari és demográfiai alapokon nyugszanak. Egyes területek besorolása a Közép-Nyugatba sokszor eltérő lehet a régión belül és sokszor inkább a befogadás tendenciái kerülnek előtérbe a kirekesztéséivel szemben.
Két másik régió, Appalachia és az Ozark-hegység, geográfiailag átfedésben vannak a Közép-Nyugattal – Appalachia Dél-Ohióban és az Ozark-hegység Dél-Missouriban. Az Ohio-folyó sokáig Észak és Dél határa volt, ahogy a Közép-Nyugaté és a Felső-Dél-Egyesült Államoké is. Az összes dél-közép-nyugati államnak, mint például Missourinak, számos déli jegye fedezhető fel. Missouri például rabszolgatartó állam volt egészen a polgárháborúig.
Nyugat-Pennsylvania, ami Erie és Pittsburgh városait is magába foglalja, a Nyugat-New Yorki Buffaloval együtt történelmileg a Közép-Nyugathoz áll közel, de azonos jegyeket mutat Appalachiával és az északkeleti államokkal is.
Kentucky-t ritkán tekintik a Közép-Nyugat részének, viszont néhány esetben hasonló jegyeket mutat. A Népszámlálási Hivatal a déli államok közé sorolja és kulturális okokból kifolyólag is inkább oda illik.

### Nyelvészeti karakterisztika
A közép-nyugati akcentus eltér a déli és az északkeleti városi környezetben beszélt nyelvétől. Kisebb mértékben, de a nyugati államokban beszélt nyelvtől is eltér.
Sokak a közép-nyugati nyelvjárást definiálják a standard amerikai angol nyelvként. Ezt a nyelvjárást preferálja sok országos rádió és televízió társaság.
Ennek oka valószínűleg az, hogy sok prominens médiaszemélyiség – mint például Walter Cronkite, Harry Reasoner, Johnny Carson, David Letterman, Rush Limbaugh, Tom Brokaw, John Madden és Casey Kasem – ebből a régióból származik. A National Geographic Magazine 1998. novemberi számának egy cikke az Omahába települt telemarketing cégek kiugró számát a térség lakóinak "semleges akcentusával" okolja. Manapság a Nagy-tavak környéki városokban a magánhangzó elmozdulás távolabb viszi az akcentust a standard kiejtéstől.
A minnesotai és wisconsini akcentus az Észak-Dakota nagy részén és Michigan északi félszigetén tapasztalhatóhoz hasonlóan ma Észak-közép-nyugati akcentusként (vagy "minnesotai akcentusként") jelenik meg, amit a skandináv és a kanadai befolyás formált.
Missourira, speciálisan, három akcentus jellemző: az északi középső területi, az állam legészakabbi területein; a déli középső területi, az állam nagy részén egy jellegzetes változattal St. Louisban; és a déli, az állam délnyugati és délkeleti részén, a déli területek közepén kidudorodva elfoglalva kb. az állam harmadát.

## Főbb nagyvárosi körzetek
| Rang | Város        | Állam | Népesség (2010) |
| ---- | ------------ | ----- | --------------- |
| 1    | Chicago      | IL    | 2 695 598       |
| 2    | Indianapolis | IN    | 829 718         |
| 3    | Columbus     | OH    | 787 033         |
| 4    | Detroit      | MI    | 713 777         |
| 5    | Milwaukee    | WI    | 594 833         |
| 6    | Kansas City  | MO    | 459 787         |
| 7    | Omaha        | NE    | 408 958         |
| 8    | Cleveland    | OH    | 396 815         |
| 9    | Minneapolis  | MN    | 382 578         |
| 10   | Wichita      | KS    | 382 368         |

| Rang | Városi körzet         | Állam(ok) | Népesség (2000) |
| ---- | --------------------- | --------- | --------------- |
| 1    | Chicago               | IL-IN     | 8 307 904       |
| 2    | Detroit               | MI        | 3 903 377       |
| 3    | Minneapolis- St. Paul | MN        | 2 388 593       |
| 4    | St. Louis             | MO-IL     | 2 077 662       |
| 5    | Cleveland             | OH        | 1 786 647       |
| 6    | Cincinnati            | OH-KY-IN  | 1 503 262       |
| 7    | Kansas City           | MO-KS     | 1 361 744       |
| 8    | Milwaukee             | WI        | 1 308 913       |
| 9    | Indianapolis          | IN        | 1 287 919       |
| 10   | Columbus              | OH        | 1 133 193       |

| Rang | Nagyvárosi körzet     | Állam(ok) | Népesség (2010) |
| ---- | --------------------- | --------- | --------------- |
| 1    | Chicago               | IL-IN-WI  | 9 686 021       |
| 2    | Detroit               | MI        | 5 218 852       |
| 3    | Minneapolis- St. Paul | MN-WI     | 3 615 902       |
| 4    | Cleveland             | OH        | 2 945 831       |
| 5    | St. Louis             | MO-IL     | 2 892 874       |
| 6    | Cincinnati            | OH-KY-IN  | 2 214 954       |
| 7    | Kansas City           | MO-KS     | 2 136 653       |
| 8    | Indianapolis          | IN        | 2 064 870       |
| 9    | Columbus              | OH        | 2 031 229       |
| 10   | Milwaukee             | WI        | 1 760 268       |

## Politika

### Történelmi idők
A Közép-Nyugat mindig is kritikus tényező volt a szövetségi szintű politikában, mivel az államok politikailag megosztottak és a választási eredmények mindig vitatottak. Különösen a 19. század végén és a 20. század elején mindkét nagy párt ebből a térségből választotta mind elnök- mind alelnökjelöltjét.

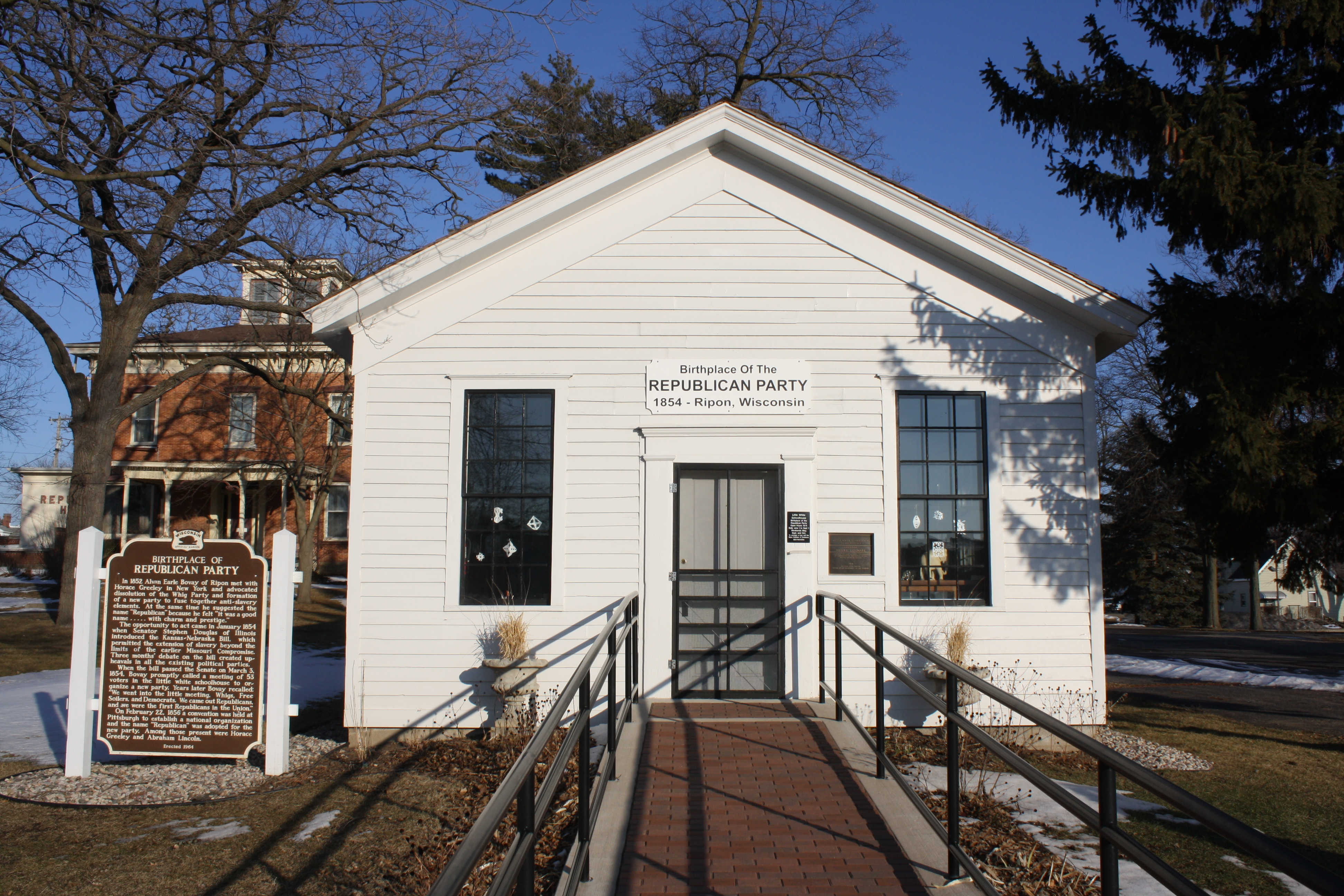
A Kis Fehér Iskolaépület Riponban, Wisconsinban szerepel a Regisztrált Történelmi Helyek listáján

A Republikánus Párt, az Egyesült Államok két nagy pártjának egyike, Riponban született, Wisconsin középső-keleti részén, az 1850-es években. Megalakulásakor egyik fő pontja a rabszolgaság elterjesztésének megakadályozása volt az új államokban. A párt a protestáns eszméket hangsúlyozta. A kemény munkaerkölcsöt, a takarékosságot, az önállóságot, a demokratikus döntéshozatalt és a vallási toleranciát.
Az 1890-es években a búzatermelő területek voltak a fellegvárai a populista mozgalomnak a préri államokban. A mozgalom 1896-ban szűnt meg.
Az 1890-es években induló középosztálybeli progresszív mozgalom is elterjedt a régióban (ahogy más régiókban is). Fő központja Wisconsin volt. A korrupció ellen küzdött a hatékonyság nevében. A modernizációt alkalmazták és a szakértői megoldásokat a társadalmi, gazdasági és politikai problémákra. Theodore Roosevelt 1912 Progresszív Pártja széles körű támogatottságra tett szert a régióban, magáénak tudva Michigant, Minnesotát és Dél-Dakotát. Id.Robert M. La Follette 1924 Progresszív Pártja hasonló trendet mutatott, szülőállamával, Wisconsinnel a középpontban. A Közép-Nyugat – különösen a Chicago nyugati területei – mindig is az izolacionizmus fellegvára volt. Annak a híve, hogy Amerikának nem szabad belefolynia a külföldi összeütközésekbe. Ezt a nézőpontot főleg a német- és a svéd-amerikai közösség támogatja, olyan vezetőkkel, mint Id. Robert M. La Follette, Robert A. Taft és Robert McCormick ezredes, a Chicago Tribune kiadója.
A közép-nyugati politikai eseményeket gyakran fűszerezik tiltakozó mozgalmak, amikben különösen a helyi kisebbségi közösségek játszanak fontos szerepet, mezőgazdasági, szociális és populista alapokkal. Ez különösen a 20. század elején volt igaz, amikor Milwaukee volt a szocializmus fellegvára az Egyesült Államokban, megválasztva három szocialista polgármestert és a történelem egyetlen szocialista képviselőjét a kongresszusban (Victor L. Berger). A Nagy-tavak környéki nagyvárosi régiók általában a legliberálisabbak a Közép-Nyugaton, a liberálisok aránya pedig fokozatosan csökken dél és nyugat felé elmozdulva az agrárvidékek felé. A Nagy-tavak vidéken született sok olyan neves politikus, mint a La Follette-család, Eugene V. Debs, munkásvezető és az Amerikai Szocialista Párt ötszörös elnökjelöltje, valamint Gus Hall, a Kommunista Párt vezére. Minnesota olyan liberális politikusokat adott az országnak, mint Paul Wellstone, Walter Mondale, Eugene McCarthy és Hubert Humphrey, valamint a neves zenész, Bob Dylan.

### Jelenkori trendek
Napjainkban a Közép-Nyugat sok ún. váltóállam otthona, ahol sem a Republikánus, sem a Demokrata Pártnak nincs biztos többsége. A Közép-Nyugat északi államai, Illinois, Minnesota, Wisconsin és Michigan, a demokraták felé húznak, de a 2010-es választások bizonysága szerint esetenként a másik oldalra is átszavazhatnak. Indianát általában republikánus erősségként tartják számon, ami viszont nem akadályozta meg azt, hogy az állam a 2008-as amerikai elnökválasztáson Barack Obama személyében 44 év után először a demokrata jelöltet válassza meg. 2008 előtt Missouri mindig a később győztes jelöltet támogatta az elnökválasztáson, a 20. század elejétől kezdve (egy kivételtől eltekintve). A 2010-es időközi választások eredményeként a republikánusok birtokolják Illinois, Minnesota és Missouri kivételével az összes közép-nyugati állam kormányzói székét. (Az egykamarás nebraskai törvényhozás hivatalosan párton kívüli.)
Illinois kormányzatát jelenleg a demokraták uralják. Szövetségi szinten 1 demokrata és 1 republikánus szenátoruk van, illetve 11-8 arányban republikánus többségük a képviselőházban. Az illinois-i választók az elmúlt öt elnökválasztáson (1992, 1996, 2000, 2004, 2008), igen nagy ingadozással, de inkább a demokrata jelöltet preferálták.
Iowát sok felmérés a legmegosztottabb államnak tartja az országban, annak ellenére, hogy az elmúlt legalább tizenöt évben mindig demokrata vezetése volt. Iowának 1999-től kezdve mindig demokrata kormányzója volt egészen Terry Branstad újraválasztásáig a 2010-es időközi választásokon. (1983 és 1999 között is ő volt a kormányzó.) Az államnak az 1980-as évek eleje óta mindig 1 demokrata és 1 republikánus szenátora volt. A képviselőházban jelenleg 5 képviselőjükből 3 demokrata. A legutóbbi 5 elnökválasztásból pedig 4 alkalommal (1992, 1996, 2000, 2008) a demokrata jelöltre szavaztak. A 2010-es időközi választások eredményeként a republikánusok jelentős többséget birtokolnak az iowai képviselőházban, míg a Szenátus demokrata többségű.
Minnesota választói a legrégebb óta választják meg folyamatosan a demokrata elnökjelöltet az összes állam közül. Ez az állam volt az egyetlen (Washington D. C-vel együtt), amely Walter Mondale-ra szavazott Ronald Reagan ellenében 1984-ben. (Ezt az is magyarázza, hogy Mindale innen származik.) Azonban jelenleg mind Iowában, mind Minnesotában elég szűk a demokraták mozgástere. Minnesota 2003-ban republikánus kormányzót választott, majd 2007-ben újraválasztotta (2011 óta ismét demokrata a kormányzó), valamint a legszigorúbb fegyverrejtegetési törvényt fogadta el az egész országban. A 2010-es választások eredményeként a republikánusok birtokolják a Minnesotai Törvényhozás mindkét házát.
Ohio folyamatos küzdőtér az elnökválasztásokon. Egy republikánus sem nyerte még meg az elnökválasztást úgy, hogy nem győzött Ohióban. Ez a trend járult hozzá Ohio hírnevéhez, mint az első számú váltóállam. Állami szinten azonban jelenleg a republikánusok uralják. Egy bíró kivételével a Legfelsőbb Bíróságon, minden választott állami hivatalnok republikánus, illetve többségük van a Képviselőházban és döntő többségük a Szenátusban. A szenátusban 1 demokrata és 1 republikánus szenátoruk van, a 2010. évi képviselőházi választások eredményeként pedig a 18-ból 13 képviselőjük republikánus.
A Nagy Síkság államai közül Nebraska, Kansas, Észak- és Dél-Dakota hosszú évtizedekig republikánus erősségek voltak. Ez a négy állam 1940 óta minden elnökválasztáson a republikánus jelöltre szavaz, kivéve Lyndon B. Johnson győzelmét Barry Goldwater felett 1964-ben. Bár a két Dakota gyakran delegál demokratákat a Kongresszusba, a 2010. évi választások óta mindkét állam kongresszusi képviselői többségében republikánusok. Nebraska a kormányzói székbe és a Szenátusba demokratákat választott az elmúlt években, de a képviselőházi küldöttjeik 1995 óta mind republikánusok. Kansas 1956 óta többségében demokrata kormányzót választott, de 1932 óta egy demokrata szenátort sem választott meg. Jelenleg mindkét szenátora és mind a négy képviselőházi küldötte republikánus.
Missourire egyfajta "vezérállamként" tekintenek. Az ún. Mutasd-Meg-Állam ("Show-Me-State") 1904 óta mindössze kétszer (1956 és 2008) nem a későbbi győztes elnökjelöltre szavazott. (2008-ban a republikánus John McCain győzött itt.) Missouri ülőhelyei a Képviselőházban általában egyenletesen oszlanak meg a két párt között. A nagyvárosokat (Kansas City és St. Louis) a demokraták tartják a kezükben a republikánus vidékkel ellentétben. Azonban a 2010. évi választások eredményeként az állam 6-3 arányban republikánus többségű delegációt küldött a Képviselőházba. A 20. század utóbbi évtizedei óta a demokraták birtokolták az állami szenátust, de 1976 óta a szövetségi Szenátusban mindig megszerezik a republikánusok az állam legalább egyik ülőhelyét.

### Az iowai kaukusz
Az iowai kaukusz egy olyan választási esemény, ahol összegyűlik az állam mind az 1784 választókörzetének lakossága és megválasztja küldötteit a megfelelő megyei gyűlésekbe. Iowának 99 megyéje van és ennek megfelelően 99 megyei gyűlése. Ezek a gyűlések választják meg a küldötteket a Kongresszusi Kerületi Gyűlésbe és az Állami Gyűlésbe, akik megválasztják a küldötteket az elektori kollégiumba. A 2012-es kaukuszra 2012. február 6-án kerül sor.
A kaukusz mindig nagy figyelmet kap az elnökválasztás évében. 1972 óta az iowai kaukusz az első fontos esemény az elnökválasztás folyamatában. Annak ellenére, hogy mindössze az ország lakosságának nagyjából 1%-ának delegátusai vesznek részt az eseményen, a kaukuszra mintegy előrejelzésként tekintenek abban a kérdésben, hogy melyik jelölt nyeri el pártja jelölését.
Az iowai kaukusz úgy ismert, mint az elnökjelölt-választás első lépcsője mind a demokratáknál, mind a republikánusoknál.